# Anschlag in Halle (Saale) 2019

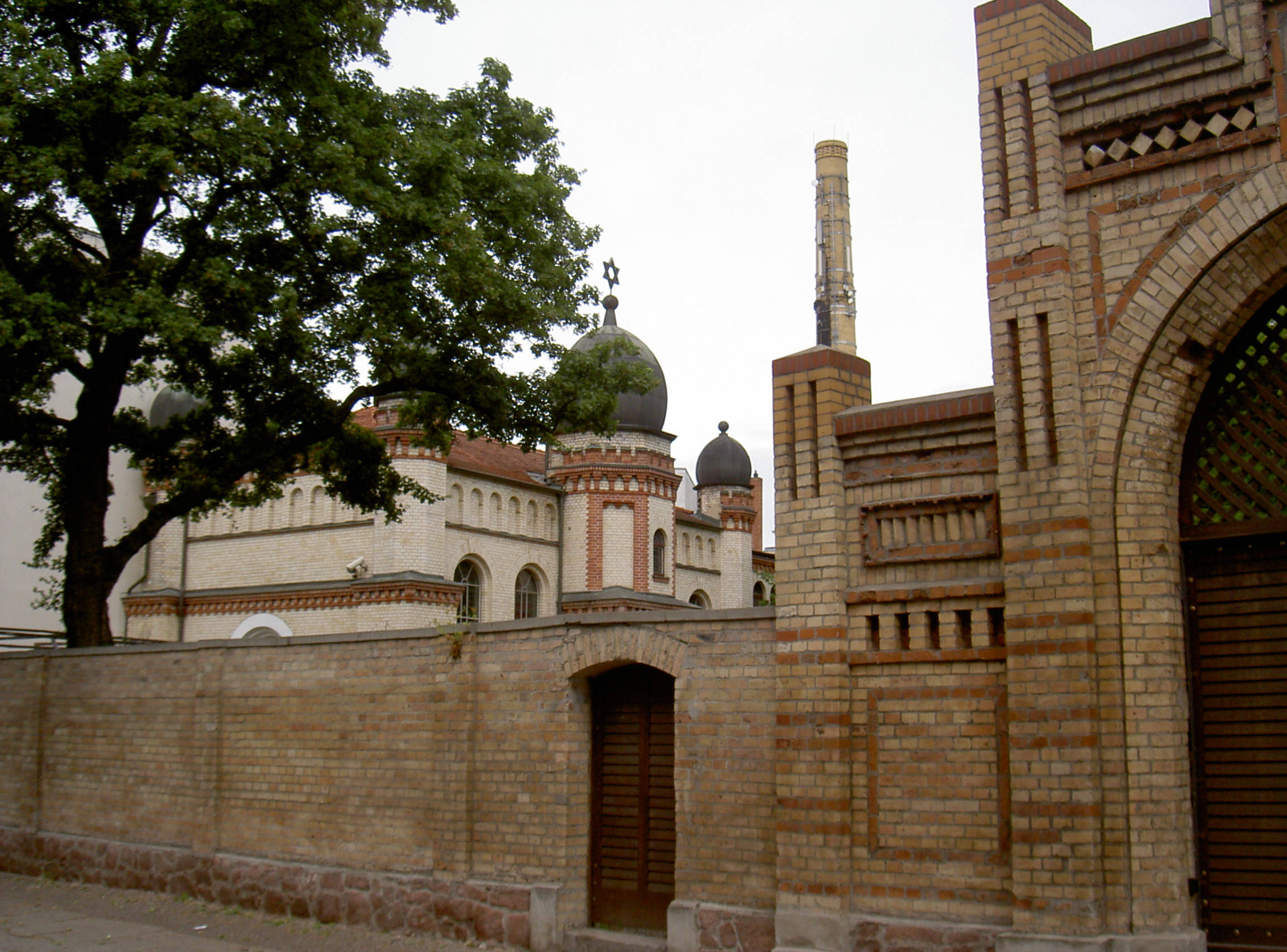
Synagoge von Halle hinten, Eingang zum jüdischen Friedhof vorne (2015)

Der Anschlag in Halle (Saale) am 9. Oktober 2019 war der Versuch eines Massenmordes an Juden an Jom Kippur, dem höchsten jüdischen Feiertag. Zuvor hatte der rechtsextreme Täter Stephan Balliet (B.) Datum, Ziel und die antisemitischen Motive seines Anschlags im Internet bekanntgegeben. Er versuchte mit Waffengewalt in die Synagoge im Paulusviertel einzudringen, um dort versammelte Menschen zu töten, jedoch erfolglos. Danach erschoss er vor dem Gebäude die Passantin Jana Lange und anschließend in einem Imbiss den Gast Kevin Schwarze. Dort und auf seiner Flucht versuchte er, weitere Personen zu erschießen, und verletzte zwei davon schwer. Den Tatverlauf übertrug er mit einer Helmkamera als Livestream.
B. wurde am selben Tag gefasst und war geständig. Das Oberlandesgericht Naumburg verurteilte ihn am 21. Dezember 2020 unter anderem wegen zwei Morden und 68 Mordversuchen zu einer lebenslangen Freiheitsstrafe mit anschließender Sicherungsverwahrung.
Der Anschlag löste eine intensive Debatte aus, unter anderem zu mangelnden Sicherheitsmaßnahmen für Juden in Deutschland und zum Polizeiverhalten vor und nach der Tat.

## Die Tat

### Motive
Kurz vor dem Anschlag veröffentlichte B. auf dem Imageboard Meguca einen Link auf sein Bekennerschreiben. Darin erklärte er in englischer Sprache sein Vorhaben und seine Motive: Anfangs habe er eine Moschee oder ein Antifa-Zentrum stürmen wollen, weil sie schlechter bewacht seien. Doch wolle er vorrangig Juden ermorden, da diese auch hinter muslimischer Einwanderung nach Europa steckten. Die Synagoge von Halle sei der nächstgelegene Ort, wo er Juden finden könne. Am Jom Kippur würden sich dort hoffentlich auch viele nichtreligiöse Juden aufhalten. Er habe die Synagoge nicht ausgekundschaftet, um nicht aufzufallen. Zudem beschrieb er ausführlich die Herstellung seiner selbstgebauten Waffen. Somit sollte der Anschlag auch deren Schlagkraft beweisen.
In einer PDF-Datei nannte B. drei Anschlagsziele: „1. Beweise die Realisierbarkeit von improvisierten Waffen; 2. Erhöhe die Moral anderer unterdrückter Weißer, indem du das Kampfmaterial verbreitest; 3. Töte so viele Anti-Weiße wie möglich, vorzugsweise Juden; Bonus: Nicht sterben.“ Er forderte seine Leser zur Nachahmung auf, warnte dabei aber vor der „ZOG“. Diese Abkürzung für „Zionist Occupied Government“ bezeichnet die bei Neonazis verbreitete Verschwörungstheorie für angeblich von Juden beherrschte Regierungen. Zuletzt listete B. Achievements („Erfolge“) auf, etwa für Morde an Juden, Muslimen, Christen, Kommunisten und Schwarzen. Das bezog sich auf Belohnungssysteme in Computerspielen und Highscore-Tabellen für Attentäter in rechtsextremen Foren. Schon der norwegische Massenmörder Anders Breivik hatte seinen Mordplan als Computerspiel mit zu erreichenden Levels beschrieben. B. reihte sich damit in eine Internetszene von Rechtsterroristen ein, die einander nachahmen, um ihrerseits möglichst viele Nachahmungstäter zu motivieren.
Nach seinen Bekennertexten glaubte B. an eine jüdische Weltverschwörung und wollte wahllos so viele Juden wie möglich töten. Er sah sich als Kämpfer in einem Rassenkrieg. Weil er damit rechnete, nicht in die Synagoge in Halle zu gelangen, wollte er mit Sprengkörpern Feuer legen, um die Besucher nach draußen zu treiben. Er beschrieb den angestrebten Tatablauf mit Ausdrücken von Ego-Shooter-Spielen. Aus dieser „Gamification“ des Terrors folgerten Ermittler, dass er sich schon länger in Onlineforen aufhielt, wo Massenmorde mit Punkten und Rangfolgen bewertet, Opfer verhöhnt und Hasskommentare gegen bestimmte Minderheiten und Frauen ausgetauscht werden. Dort hatte er Mitwisser und Unterstützer seiner Terrorabsichten.
Ein weiteres Tatmotiv war B.s Antifeminismus: „Der Frust, keine Freundin zu haben, hat auch den Täter von Halle geprägt – und offenbar radikalisiert.“
Die Zusammenstellung der Motive, deren vorherige Bekanntgabe im Internet, die englische Sprache, um ein globales Publikum zu erreichen, und die Direktübertragung der Tat ähnelten dem Vorgehen von Brenton Tarrant bei seinem Terroranschlag auf zwei Moscheen in Christchurch im März 2019. Wie Tarrant hatte B. das Auto, mit dem er zur Tat fuhr, mit Waffen und Sprengsätzen beladen, trug eine Helmkamera und ließ im Tatverlauf Musik laufen. Forscher am International Centre for the Study of Radicalization (ICSR) des King’s College London entdeckten B.s Bekennertext und sein Tatvideo noch am 9. Oktober. Demnach war er laut ICSR-Gründer Peter R. Neumann in rechtsextremen Message-Foren im Internet unterwegs und hatte sich dort wie Tarrant eine Ideologie „zusammengebastelt“.

### Verlauf

#### Polizeiprotokoll
Nach einem Minutenprotokoll der Polizei Sachsen-Anhalt und darauf basierenden ersten Medienberichten verlief die Tat bis zur Festnahme des Täters zeitlich wie folgt:
| Uhrzeit      | Täterhandlung | Reaktionen |
| ------------ | --- | --- |
| 11:54        | Der Täter parkt seinen mit vier Schusswaffen und Sprengstoff beladenen Pkw auf einem Parkplatz nahe der Synagoge und beginnt seinen Livestream mit einer Smartphonekamera.  | |
| 11:59        | Er befestigt das Smartphone an einem Helm, setzt ihn auf, startet den Motor und fährt zur Synagoge.                                                                         | |
| 12:01–12:07  | Er parkt den Pkw am Straßenrand vor der Synagoge, schießt mehrmals auf deren Türen, wirft Molotowcocktails oder improvisierte Sprengsätze dagegen.                          | |
| 12:03        | Er erschießt eine Passantin, die ihn auf die lauten Explosionen ansprach.                                                                                                   | Ein Notruf 112 aus der Synagoge schildert der Rettungsleitstelle den Angriff. |
| 12:04        | | Ein Anrufer meldet der Polizeiinspektion Halle das Geschehen. |
| 12:05        | | Ein Kurierfahrer fragt den Täter nach der am Boden liegenden Frau und flieht, als dieser ihn zu erschießen versucht.                                                                      |
| 12:07        | Er gibt den Angriff auf die Synagoge auf, fährt 500 m zur Ludwig-Wucherer-Straße und hält am Dönerimbiss an.                                                                | |
| ≈12:10–12:16 | Er greift den Imbiss mit Sprengsätzen an, schießt auf Passanten und erschießt im Imbiss einen Gast.                                                                         | |
| 12:11        | | Polizei trifft an der Synagoge ein und findet die bereits tote Frau. |
| ab 12:16     | Er schießt auf Polizisten, trifft einen Streifenwagen, wird im Schusswechsel am Hals verletzt, kann aber in sein Auto steigen und wegfahren.                                | Ein Streifenwagen erreicht den Imbiss und stellt sich quer, um den Täter-Pkw zu blockieren. Nach dem Schusswechsel verfolgt ihn der Streifenwagen, verliert ihn aber rasch aus den Augen. |
| 12:18        | B. fährt nochmals an der Synagoge und der dort befindlichen Polizei vorbei, ohne anzuhalten.                                                                                | Zeugen hören keine Polizeisirenen. |
| 12:19        | | Polizei verliert den Täter erneut aus den Augen. |
| 12:22        | Er fährt Richtung Leipzig und wirft am Hauptbahnhof sein Smartphone aus dem Beifahrerfenster.                                                                               | Die Polizei verliert seine Spur. |
| 13:00        | In Wiedersdorf versucht er einen anderen Pkw zu kapern, verletzt mit Schüssen einen Mann und eine Frau und stiehlt ein Taxi aus einer Autowerkstatt für die weitere Flucht. | Der Polizei wird eine Schießerei in Wiedersdorf gemeldet. |
| ≈13:19       | | Die Autobahnpolizei entdeckt das Fluchtauto im Gegenverkehr auf der Bundesautobahn 9 Richtung München.                                                                                    |
| 13:25        | | Die Polizei in Wiedersdorf findet rund vier Kilogramm Sprengstoff im ersten Fluchtfahrzeug.                                                                                               |
| bis 13:35    | Er fährt auf die Bundesstraße 91, rammt einen Lkw in einer Baustelle und flieht zu Fuß weiter.                                                                              | |
| 13:38        | | Zwei Revierpolizisten aus Zeitz nehmen ihn bei Werschen (Hohenmölsen) fest (etwa 40 km südlich von Halle).                                                                                |

#### Videos

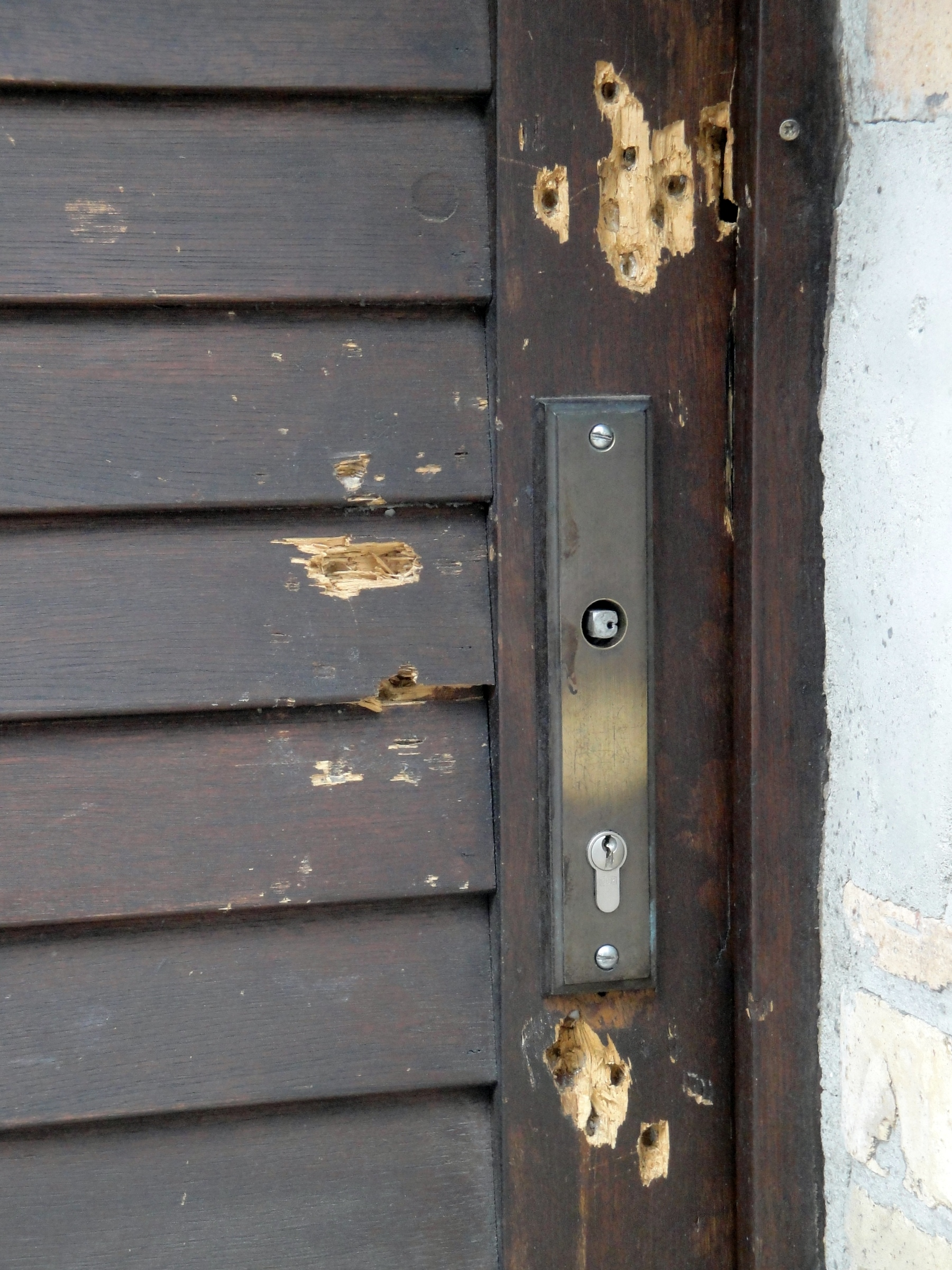
Einschusslöcher in der Eingangstür an der inneren Mauer unmittelbar vor der Synagoge (Juni 2020)

Am 9. Oktober 2019 um 11:57 Uhr, kurz bevor er die Synagoge angriff, kündigte der Täter den Anschlag im Bilderforum Meguca an: Er habe in den letzten Jahren mit einem 3D-Drucker Waffen hergestellt. Wer wolle, könne ihn jetzt bei einem „Live-Test“ beobachten. Dazu setzte er einen Link zu seinem Livestream auf Twitch.
Der knapp 36 Minuten lange Livestream zeigt den Tatverlauf aus der Sicht und mit den Kommentaren des Täters. Er half den Ermittlern, den Tatverlauf genau zu rekonstruieren. Zu Beginn blickte B. direkt in die Kamera und stellte sich auf Englisch vor: «Hey, my name is Anon. And I think the Holocaust never happened.» („Mein Name ist Anon. Und ich glaube, der Holocaust ist nie passiert.“) „Anon“ ist die Kurzform von Anonymous, die anonym bleibende Nutzer der Internetseite 4chan verwenden. Er begann also mit einer Holocaustleugnung und fuhr fort: Der Feminismus sei der Grund für niedrige Geburtenraten im Westen, die zu Masseneinwanderung führten. Ursache all dieser Probleme sei „der Jude“.
Auf der Fahrt zur Synagoge sprach er von einer von niemand erwarteten “internet SS” und äußerte Vorfreude auf seinen Anschlag. Nach der Ankunft zündete B. einen Sprengsatz an einem abgeschlossenen Tor in der Friedhofsmauer bei der Synagoge und gab mehrere Schüsse darauf ab. Die Passantin Jana Lange sprach B. im Vorbeigehen auf den Lärm vor der Synagoge an („Muss das sein, wenn ich hier lang gehe?“). Darauf schoss er von hinten in ihren Rücken. Etwas später schoss er noch elfmal auf die leblos am Boden liegende Frau und beschimpfte sie als „Schwein“.
Nach weiteren erfolglosen Versuchen, auf das Synagogengelände zu gelangen, sagte B.: „Jetzt zünden wir sie an“. Er schoss dreimal auf das Mauertor, zündete Brandsätze und warf sie über die Friedhofsmauer. Sieben Minuten nach Beginn des Anschlags fuhr er weiter und kündigte an, er werde einige nuts (Verrückte) töten und dann sterben als „der Versager, der ich bin“. Als er den Imbiss sah, sagte er: „Döner. Nehmen wir.“ Er warf einen Sprengsatz auf den Imbiss, der auf der Straße explodierte. Dann versuchte er, zwei hinter einen Kühlschrank geflohene Imbissgäste (Wolfgang B. und Kevin Schwarze) zu erschießen, doch seine Maschinenpistole hatte erneut Ladehemmung. Weitere Schüsse verfehlten Ismet Tekin, den Bruder des Imbissinhabers, und den Bauarbeiter Abdülkadir B. auf der Straße. Wolfgang B. konnte fliehen. Danach tötete der Täter den angeschossenen Kevin Schwarze hinter dem Kühlschrank mit mehreren Schüssen. Nach rund sieben Minuten beim Imbiss stieg er wieder in seinen Pkw und sagte beim Losfahren, er habe „auf jeden Fall bewiesen, wie wertlos improvisierte Waffen sind“. Als er einen Polizeiwagen vor Ort sah, sagte er: „Oh, da ist Polizei, jetzt sterb ich.“ Er stieg wieder aus und lieferte sich einen Schusswechsel (12:18 Uhr laut dem Tätervideo). Dabei traf ein Polizist ihn am Hals. Er fiel hin und lag einige Sekunden am Boden. Danach stieg er wieder in den Pkw und floh. Dabei sagte er: „Sorry, guys. Alle Waffen haben versagt, Mann! Versager! Ich muss aber sagen, ich blute, ich bin angeschossen, irgendwo am Hals. Und ich weiß nicht, ob ich sterbe. Aber ich denke eher nicht. Es tut gar nicht so sehr weh. Aber das ist wahrscheinlich das Adrenalin.“ Zum Schluss des Tätervideos sagte er: „So guys, das war’s. I’m a complete loser“ („Ich bin ein kompletter Versager“).
Während des Streams ließ B. im Hintergrund den NS-Rap-Song Powerlevel von Mr. Bond laufen, in dem von einer Masterrace („Herrenrasse“) und dem Neonazisymbol Schwarze Sonne die Rede ist. Die Texte dieses Rappers sind laut dem Rechtsextremismusforscher Bernhard Weidinger „nationalsozialistische Propaganda reinsten Wassers“, inspiriert durch die Ideologie der White Supremacy oder White Power. Zudem lief während des Täterlivestreams ein Lied des Rappers Egg White, das dem Attentäter Alek Minassian huldigt. Dieser hatte am 23. April 2018 in Toronto mit einem Kleinbus 26 Menschen überfahren. Zehn von ihnen starben am gleichen Tag, eine durch den Unfall gelähmte Krankenschwester starb im Oktober 2021. Minassian wollte nach eigenen Angaben so eine Rebellion der „Incels“ starten. Vermutet wurde, dass B. sich ebenfalls als unfreiwillig ohne Partnerin und Sexualität lebender Mann betrachtete und daraus eine frauenfeindliche Haltung entwickelte.
Die Überwachungskamera über der Synagogentür zeichnete den Verlauf aus einem anderen Blickwinkel auf. Demnach trug B. mehrere Schusswaffen, einen Kampfanzug mit Helm, Weste und Militärstiefeln. Nach seiner Ankunft an der Synagoge, als er seine Waffen aus dem Innenraum holen wollte, fuhren zwei Polizisten in Zivil direkt an ihm vorbei und wunderten sich über seine Helmkamera, fuhren aber weiter. Zwei Synagogenwachleute hörten die erste Explosion und sahen auf dem Bildschirm der Außenkamera B.s erste Schüsse. Als er die Waffe senkte, schloss einer der Wachleute die bis dahin unverschlossene Eingangstür der Synagoge rasch von innen ab. In der Minute, als er Jana Lange erschoss, gingen bei der Polizei Notrufe ein, die den Täter, sein Aussehen, seinen Mord, seinen Pkw und dessen Kennzeichen beschrieben. Nachdem der bedrohte Kurierfahrer weggefahren war, passierten mehrere Fahrer das Opfer, ohne anzuhalten. Auf der anderen Straßenseite verteilte ein Briefträger ruhig weiter seine Post. Nur ein Mann ging zu der niedergeschossenen Frau, kniete nieder und berührte sie. Mehrere Passanten standen dabei, manche telefonierten, aber niemand leistete Erste Hilfe. Um 12:11 Uhr kam der erste Streifenwagen. Eine Polizeibeamtin stieg aus, ging nur einmal um die niedergeschossene Frau herum, prüfte ihren Zustand aber nicht. Kein Notarzt erschien. Erst später wurde festgestellt, dass die Frau sofort tot war. Um 12:17 Uhr passierte das Täterfahrzeug erneut die Synagoge. Die Polizisten vor Ort ließen es durch, obwohl schon danach gefahndet wurde und sie zuvor Sperren errichtet hatten. Sie legten erst um 12:19 Uhr Schutzkleidung an.
Laut Twitch sahen fünf Personen B.s Livestream direkt, rund 2200 Personen nachträglich, bis man das Video nach etwa 30 Minuten gesperrt habe. Es erreichte laut Experten bis dahin bereits mehr als 15.600 Nutzer des Messengerdienstes Telegram und wurde zudem auf US-amerikanischen und deutschen Imageboards verbreitet. Nach Recherchen von BuzzFeed glaubten andere Meguca-Benutzer zuerst nicht, dass B. einen Terroranschlag vorhatte. Als sie den Livestream bemerkten, fragten sie sofort nach Downloads, legten Sicherungskopien an und teilten diese. Bis zur Sperre setzten Tausende auf Twitter einen Link auf das Video. Auf 4chan verfolgten viele die Ereignisse; manche äußerten sich enttäuscht über die geringe Zahl der Mordopfer und beschimpften jene, die B. trotz dieses „Misserfolgs“ als Helden und Heiligen feierten. Auf Telegram wurde das Video rasch auf mindestens zehn Neonazikanälen geteilt und der Täter gefeiert. Es erhielt so eine Reichweite von zehntausenden Zuschauern. Laut Experten kann es trotz Strafverfolgung und Sperren großer Anbieter im Netz bleiben und auf neuen oder unentdeckten Plattformen immer wieder auftauchen. Laut dem Generalbundesanwalt beabsichtigte B. diese Verbreitung, indem er den Anschlag von Christchurch nachahmte, um selbst Nachahmer zu Anschlägen anzustiften.

#### Augenzeugen
In der Synagoge waren nach übereinstimmenden Zeugenaussagen seit dem Morgen rund 50 Besucher versammelt, darunter 25 Gäste aus den USA, etwa 20 Gemeindemitglieder und eine Familie mit Kleinkind. Sie wollten den ganzen Tag lang Jom Kippur feiern. Sie hörten mitten in der Tora-Lesung mehrere Explosionen und sahen draußen Rauch. Der Kantor sah auf dem Bildschirm der Überwachungskamera, dass ein bewaffneter Mann in Kampfmontur durch die Vordertür einzudringen versuchte. Er rief sofort: „Alle raus, nach hinten und dann rauf!“ Die Anwesenden begaben sich ohne Panik in den ersten Stock und hielten sich von den Fenstern fern. Einige verbarrikadierten mit Möbeln alle unteren Türen, die aus Holz und nicht gesichert waren. Man sah auf dem Bildschirm die vom Täter erschossene Passantin reglos am Boden liegen. Mehrere verständigten die Polizei. Diese traf erst nach etwa 15 Minuten ein.
Der Gemeindevorsteher Max Privorozki hörte und sah, dass der Täter auf die Tür schoss und mit Sprengkörpern einzudringen versuchte. Er meldete mit einem ersten Notruf einen bewaffneten Angriff auf die Synagoge und musste nach Eigenaussage zuerst zeitaufwändig einige Fragen beantworten, bevor die Notrufzentrale reagierte. Er beobachtete B.s Schüsse auf Jana Lange, auf weitere Passanten und die Ladehemmung seiner Waffe. Nach der Flucht in andere Räume beteten die Gläubigen gemeinsam.
Wegen der unklaren Sicherheitslage durften die Besucher die Synagoge vorerst nicht verlassen. Nach weiteren 50 Minuten gab die Polizei Entwarnung für den Bereich um das Gebäude. Gruppen zu je vier Personen sollten es nun verlassen und Zeugenaussagen machen. Nachmittags wurden alle mit Bussen in ein Krankenhaus gebracht und von einem großen Ärzte- und Pflegerteam versorgt. Abends sprachen sie in der Krankenhauscafeteria das Schlussgebet Neïlah, beendeten das Fasten und feierten mit Speisen, Gesang und Tanz wie geplant, aber zusammen mit dem Krankenhauspersonal. Erst dann wurde vielen klar, dass sie einen Terroranschlag überlebt hatten.
Zwei Studentinnen der Jüdischen Theologie aus Potsdam bestätigten, dass der Raum ohne Panik verlassen und der Gottesdienst bis zur Evakuierung fortgesetzt wurde. Sie lobten das Krankenhauspersonal als „warmherzig, einladend, entgegenkommend und entsetzt darüber, was in ihrer Stadt passiert ist“. Eine Rabbinerin aus den USA hatte die Synagoge auf Einladung der Gemeinde mit ihrem Ehemann und ihrer einjährigen Tochter besucht. Der Angriff habe mit einem lauten Knall mitten im Gebet begonnen. Beim etwa 20-minütigen Warten auf die Polizei habe niemand gewusst, was ihnen bevorstand. Dann habe man einfach weitergebetet. Sie realisierten erst allmählich, wie knapp sie dem Tod entronnen seien, seien sehr traurig über den Tod zweier Menschen und hätten bereits Kontakt zu Opferangehörigen aufgenommen, um sie zu stärken. Viele Juden in Deutschland hätten nun begründete Angst: „Wir bestehen aber darauf, dass wir Juden nicht weichen, dass wir leben und lebendig unsere Kultur und unseren Glauben ausüben.“
Der Gast Konrad R. sah, wie B. vermummt mit einer Granate und einem Gewehr in den Händen auf den Dönerimbiss zustürmte. Als er die Granate warf, sei sie am Türrahmen abgeprallt. Dann habe der Täter durch die Scheibe geschossen. Konrad R. versteckte sich auf der Toilette, erwartete den Tod und rief seine Familie an, um sich zu verabschieden.
Der Verkäufer Rifat Tekin bezeugte, dass der Täter den Imbissladen dreimal betrat: Beim ersten Mal habe seine Waffe versagt. Er habe sich eine neue Waffe aus seinem Auto geholt und damit Kevin Schwarze getroffen. Mit drei Schüssen einer weiteren Waffe habe er ihn dann getötet. Zwei Gäste versteckten sich während der Tat auf der Toilette, zwei andere sprangen durch ein hinteres Fenster nach draußen. Tekin hatte sich hinter der Ladentheke versteckt und floh dann durch die Hintertür. Sein jüngerer Bruder, ebenfalls Verkäufer im Imbiss, kehrte von einem Einkauf zurück. Als B. auf ihn schoss, ging er hinter einem Auto in Deckung, bis die Polizei eintraf. Der Anwohner Florian Lichtner beobachtete den Verlauf vom Fenster des Nachbarhauses aus. Der Täter habe ruhig und skrupellos gewirkt, sei nicht gerannt oder in Panik verfallen. Die Polizei sei nach zehn Minuten eingetroffen, seiner Ansicht nach viel zu spät.
Während seiner Flucht fuhr B. in der Magdeburger Straße den Passanten Abdi I. aus Somalia mit dem Pkw an. Nach dessen Angaben steuerte der Pkw direkt auf ihn zu und rammte ihn trotz seines Versuchs, wegzulaufen, auf der anderen Straßenseite. Ein Augenzeuge bestätigte dies und gab an, das Fahrzeug habe dabei beschleunigt. Laut Recherchen des Magazins Fakt sind das Beschleunigen des Pkw und eine Erschütterung im Tätervideo hörbar.
In Wiedersdorf verletzte B. Jens Z. durch einen Schuss in den Nacken lebensgefährlich, als dieser ihm die verlangten Autoschlüssel nicht gab, schoss dann auf die hinzugeeilte Dagmar Z. und traf ihren Oberschenkel. Beide überlebten. Dann bedrohte B. den Kfz-Meister Kai H. mit vorgehaltener Waffe, um ein Taxi in seiner Werkstatt als Fluchtwagen zu erhalten. H. führte sein Überleben auf sein deutsches Aussehen zurück. Ferner bedrohte B. den benachbarten Taxiunternehmer Daniel Waclawczyk und dessen Bruder, als er von ihnen ein Taxi forderte. Gegen 13:00 Uhr kam B. zu ihnen und forderte ein Fahrzeug. Dabei trat er laut Waclawczyk ruhig auf und stellte sich als „gesuchter Schwerverbrecher“ vor. Als Waclawczyk ihn zunächst abwies, habe er erklärt, dass er zwei ihrer Nachbarn angeschossen habe und mit ihnen nicht dasselbe machen wolle. Daraufhin habe man ihm ein älteres Taxi überlassen und bestätigt, dass es vollgetankt sei. B. habe bezahlen wollen und um zehn Minuten Frist gebeten, bevor sie die Polizei rufen würden. Nachdem er losgefahren war, verfolgte Waclawczyk ihn mit einem anderen Taxi und ortete ihn zunächst mit der Fahrtenschreiber-App auf dem Weg zur Autobahn 9. Bei der Autobahnauffahrt in Wiedemar verlor er die Ortung, erhielt aber von der Notrufzentrale seiner Autofirma den neuen Standort an der Abfahrt Weißenfels. Etwas später nahm die Polizei B. auf der B91 fest.

### Opfer

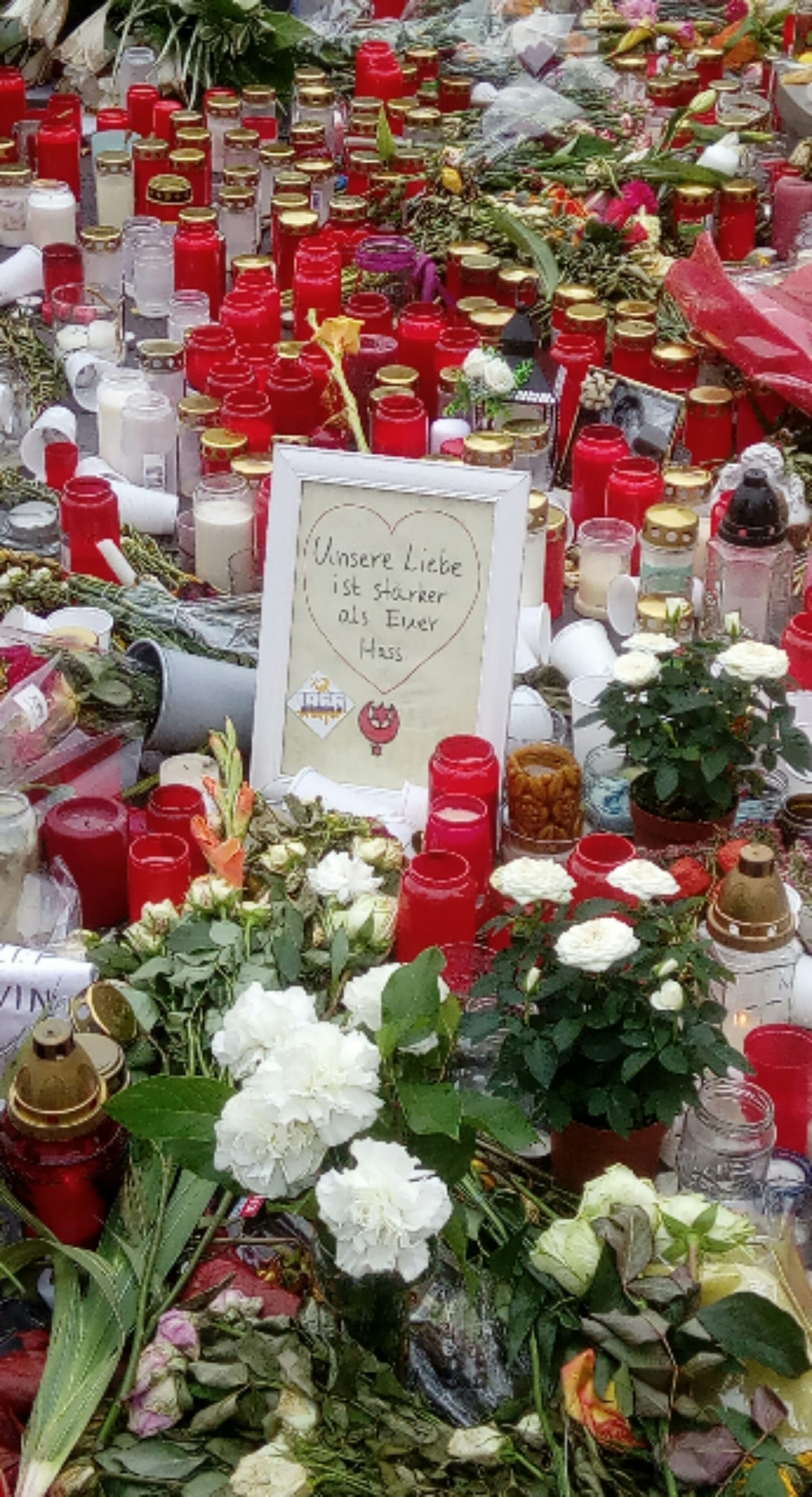
Gedenken an die Opfer des antisemitischen Anschlags auf dem Marktplatz (Halle (Saale)) (2019)

Die 40-jährige Jana Lange wohnte nahe der Synagoge und war auf dem Heimweg, als der Attentäter sie erschoss. Sie war ein großer Fan von Schlagermusik gewesen und hatte regelmäßig Livekonzerte besucht. Prominente wie Stefan Mross, Ella Endlich und Andrea Berg gaben an, sie gekannt zu haben, und äußerten große Bestürzung über ihren Tod.
Der 20-jährige Kevin Schwarze aus Merseburg war ein Anhänger des Fußballvereins Hallescher FC. Er hatte auf einer Baustelle gearbeitet und seine Mittagspause im nahen Imbiss „Kiez-Döner“ verbracht. Sein Fanclub „Liberta Crew Chemie Halle“ postete ein Gedenkvideo für ihn auf seiner Webseite. Die Vereinsmannschaft trat bei einem Pokalspiel nach der Tat mit Trauerflor an.
Freunde und Bekannte beider Opfer richteten ein Spendenkonto für ihre Familien ein und starteten eine Petition, um zwei Gedenktafeln für die beiden Ermordeten an den Stellen ihrer Ermordung zu errichten.
Die Angriffe des Täters mit Handgranaten und Schüssen überlebten ein Kurierfahrer an der Synagoge, Verkäufer und Gäste im Imbiss und Passanten auf der Straße. Er hatte am Imbiss mindestens die Passanten Malek B., Abdülkadir B. und Ismet Tekin beschossen und zwei davon zu Fuß verfolgt. Alle konnten unverletzt fliehen.

### Täter
Stephan Balliet wurde am 10. Januar 1992 in Eisleben geboren. Die Eltern ließen sich in seiner Jugend scheiden. Sein Abitur legte er 2010 am Martin-Luther-Gymnasium Eisleben ab. Dem Schulleiter zufolge war er ein unauffälliger Schüler. Bis 2011 leistete er seinen sechsmonatigen Grundwehrdienst beim Panzergrenadierbataillon 401 in Hagenow. Dort wurde er am Sturmgewehr HK G36 und der Pistole HK P8 geschult. Seine Bundeswehr-Akte enthielt keine Hinweise auf eine rechtsextreme Gesinnung. Als 22-Jähriger begann er ein Studium für Chemieingenieurswesen und Chemie an der Martin-Luther-Universität Halle-Wittenberg, das er jedoch nach je zwei Semestern abbrach. Danach lebte er erwerbslos bei seiner Mutter in Benndorf, die seinen Lebensunterhalt finanziert haben soll. Nach ihrer Aussage erkrankte er nach dem Ausprobieren von Drogen als 20-Jähriger schwer und musste operiert werden. Das habe ihn charakterlich verändert, und er habe sich danach stets in seinem Zimmer eingeschlossen. Manchmal habe er Dinge geäußert wie „Der weiße Mann zählt nichts mehr“. Er habe nichts gegen Juden gehabt, sondern „gegen die Leute, die hinter der finanziellen Macht stehen – wer hat das nicht?“ Verbotene Waffen seien ihr nie aufgefallen. Er habe auf alles geschimpft, etwa auf Greta Thunberg, den Wetterbericht, Frauen in der Politik, Frauen mit farbigen Partnern. Er habe ihr erklärt, es gebe keine Redefreiheit in Deutschland, das sehe man am Verbot der Holocaustleugnung. Er habe den ganzen Tag in seinem Zimmer am Computer verbracht und ihr nicht einmal zum Staubsaugen erlaubt, es zu betreten.
2018 bewarb B. sich als Soldat auf Zeit, zog die Bewerbung jedoch 2019 am Tag vor dem Auswahlverfahren zurück. Die Gründe dafür sind unbekannt.
Laut Ermittlern stellte er alle seine Waffen bis auf eine selbst her, etwa mit einem 3D-Drucker. Als Munition benutzte er auch Geldstücke, die er teils mit einem Hakenkreuz markierte. Manche Hülsen beschriftete er mit Worten wie „Hologauge“. Eine Waffe stellte er schon im März 2019 fertig. Das Smartphone für seinen Livestream kaufte er im Juli 2019. Er besaß zudem 45 Sprengkörper, etwa Rohrbomben und Handgranaten. Woher er das Geld dafür hatte, wurde bis 2019 nicht ermittelt. Auf seinem Konto waren kaum Eingänge verzeichnet. Die einzige nicht selbstgebaute Waffe besorgte er sich laut Ermittlern schon 2015 im Internet oder im Darknet. Die übrigen Waffen baute er im Geräteschuppen seines Vaters, wenn dieser nicht zuhause war. Er gab an, er habe die selbstgebauten Waffen nur einmal vorher ausprobiert. Wegen deren relativ geringer Durchschlagskraft konnte er offenbar die Tür der Synagoge nicht öffnen.
Auf Festplatten hatte B. Adolf Hitlers Programmschrift Mein Kampf, Dateien mit Hitlerbildern, Hakenkreuzen und Gewaltvideos gespeichert, darunter ein Video vom Terroranschlag in Christchurch und Videos mit grausamen Morden und Hinrichtungen, etwa des Islamischen Staates.
B.s Strafverteidiger Hans-Dieter Weber gab an, dass sein Mandant intelligent und wortgewandt, jedoch sozial isoliert sei. Zum Tatmotiv äußerte er: „In seinem Weltbild ist es halt so, dass er andere verantwortlich macht für seine eigene Misere und das ist letztendlich der Auslöser, für dieses Handeln – und natürlich Taten, die es in der jüngeren Vergangenheit gegeben hat.“
Am 10. Oktober räumte B. die ihm vorgeworfenen Taten vor dem Ermittlungsrichter ein und gab als Motiv eine „judenkritische Einstellung“ an. Er bestritt jedoch, Nationalsozialist zu sein. Sein Verteidiger fasste zusammen: „Man muss nicht Neonazi sein, um Antisemit zu sein.“ B. erklärte ferner, er habe aus „Überforderung“ nach dem Scheitern seines Anschlags auf die Synagoge wahllos auf andere geschossen: „Ich habe Menschen getötet, die ich nicht treffen wollte.“
In seinen Vernehmungen erklärte B., er habe nach einem sehr guten Abitur Chemie in Halle studiert, aber nach einer schweren Operation das Studium abgebrochen, dann fünf Jahre lang nur von Zuwendungen seiner Mutter gelebt und sich zuhause in seinem Zimmer isoliert. Er beschrieb sich selbst als sozial unbeholfen mit autistischen Zügen. Für all das gab er „den Juden“ die Schuld, die ihn „aus seinem Leben drängen“ würden. Dann habe er sich jahrelang im Netz anonym auf Imageboards mit Gleichgesinnten getroffen. Sie hätten sich gegenseitig in ihrem Juden- und Frauenhass bestärkt. So habe er sich radikalisiert. Die Flüchtlingsankunft von 2015 sei für ihn eine „Zäsur“ gewesen. Er habe entschieden, sich zu bewaffnen: Wenn keiner etwas tue, dann müsse er es tun. Er habe sich für einen Anschlag gegen Juden entschieden, denn diese seien für „unzufriedene weiße Männer“ wie ihn das größte Problem. Auf die Frage, ob er Juden kenne, antwortete er, auch ohne sie zu kennen, habe er sich eine Meinung über sie gebildet. Er sei zwei Mal an der Synagoge in Halle vorbeigegangen, um den Ort auszuspähen, und habe geglaubt, die Tür werde am Jom Kippur offen stehen. Sein Vorbild sei Brenton Tarrant, der Attentäter von Christchurch: Über ihn habe er alles gesammelt und gespeichert. Nach dessen Attentat habe er begonnen, sich zu bewaffnen. Sechs Monate später habe er beschlossen, wie Tarrant ein Massaker zu begehen, jedoch an Juden: Diese sah er als Ursprung allen Übels, der Flüchtlingskrise, der Emanzipation der Frauen und seiner eigenen Erfolglosigkeit. Aus Frust über das Scheitern seines Plans, in die Synagoge einzudringen, sei er auf „Nahöstler“ in dem Dönerladen ausgewichen. Als er die deutschen Namen seiner Opfer hörte, habe er bedauert, Deutsche statt Migranten getötet zu haben.

## Strafrechtliche Folgen

### Ermittlungen
Die Polizei vermutete anfangs mehrere Täter und rief die Bevölkerung in Halle und Wiedersdorf/Landsberg auf, zuhause zu bleiben. Die Stadt Halle sprach von einer Amoklage und berief einen Stab für „Außergewöhnliche Ereignisse“ ein. Weil die Tat als staatsgefährdend eingestuft wurde, übernahm Generalbundesanwalt Peter Frank die Ermittlungen. Er sah schon am 10. Oktober 2019 genug Anhaltspunkte für einen rechtsextremen Tathintergrund. B. habe mit einem Akt des Terrors aus Fremdenhass und Antisemitismus eine weltweite Wirkung erzielen wollen. In seinem Auto seien vier Kilo Sprengstoff in zahlreichen Sprengvorrichtungen sichergestellt worden. Auf Franks Antrag hin erließ der Bundesgerichtshof am 10. Oktober 2019 einen Untersuchungshaftbefehl. In einer ersten Vernehmung erklärte B., dass er gezielt Juden ermorden wollte, und behauptete, er habe andere Passanten aufgrund „Überforderung“ getötet und verletzt. Er habe ganz allein gehandelt und seine Waffen aus einfachen preisgünstig eingekauften Mitteln selbst hergestellt. Einmal habe ihm ein unbekannter Dialogpartner aus dem Internet 0,1 Bitcoin (zur Tatzeit rund 750 Euro) gespendet. Er habe die Tat seit Frühjahr 2019 geplant. Das antimuslimische Massaker von Christchurch vom März 2019 sei „eine Art Initialzündung“ für seine Mordpläne gewesen. Danach begann er mit konkreten Vorbereitungen und verfasste auch den ersten Teil seiner Bekennertexte.
Nach Recherchen von Frontal21 versäumten es deutsche Sicherheitsbehörden, jene Daten rechtzeitig zu sichern, die bis zum 11. Oktober 2019 über ein Bilderforum abrufbar waren. Darunter waren Verweise auf B.s „Manifest“ und Waffenbauanleitungen. Nach Angaben des Forumeigentümers in Riga hatte ihn bis dahin keine Sicherheitsbehörde kontaktiert. Mitte Oktober habe ein Moderator eines Unterforums veranlasst, alle Datenspuren und B.s gesamte Kommunikation mit anderen Forumteilnehmern zu löschen.
Am 14. Oktober 2019 durchsuchten Ermittler des Bundeskriminalamts (BKA) eine Wohnung in Mönchengladbach, von der aus B.s „Manifest“ zeitnah zum Anschlag im Internet hochgeladen worden war. US-Behörden hatten dem BKA die IP-Adressen des fraglichen Computers übermittelt. Zwei Bewohner standen im Verdacht, dass sie von dem Terrorplan wussten. Gegen sie wurde wegen möglicher Volksverhetzung ermittelt. Einer der Männer bestritt, B. zu kennen, und soll seinen PC schon am 12. Oktober der Polizei ausgehändigt haben. Bis zum 16. Oktober bat die Bundesregierung die US-Behörden um Informationen zu Betreibern von Internetplattformen, über die der Livestream verbreitet worden war. Gesucht wurden drei Personen, die den Morden auf Twitch tatenlos zugeschaut hatten. Sie hatten IP-Adressen in den USA und der Schweiz. Ob sie tatsächlich dort lebten oder Tarnprogramme nutzten, war unklar.
Am 13. November 2019 riefen Bundesanwaltschaft und BKA weiter unbekannte Zeugen dazu auf, ihre Beobachtungen mitzuteilen, um die Tat lückenlos aufklären zu können.
Am 16. April 2020 erhob der Generalbundesanwalt gegen B. Anklage, unter anderem wegen zweifachen Mordes, 68 Mordversuchen, versuchter räuberischer Erpressung mit Todesfolge und Volksverhetzung.
Laut den Ermittlungsakten fand das Bundesamt für Verfassungsschutz (BfV) B.s Nutzernamen und Nutzer-ID auf der Spieleplattform Steam, nicht aber seine dortigen Kontaktpersonen, angeblich, weil B.s vollständige Freundesliste über den Service steamid.uk nicht einsehbar war. Das BKA hatte B. nicht zu seinen Aktivitäten und Kontakten auf Steam befragt und diese nicht ermittelt. Bis August 2020 fanden MDR-Reporter mit einem eigenen Steam-Konto weitere Kontakte B.s. Der Anwalt eines Nebenklägers kritisierte diese Ermittlungslücken und verlangte, sämtliche Partner und Inhalte von B.s Steam-Chats aufzuklären und ihn dazu zu verhören. Der Extremismusforscher Florian Hartleb kritisierte, trotz B.s Verhalten werde nicht über die „Gamification des Terrors“ diskutiert, unter anderem wegen des Lobbyismus der Spieleindustrie.

### Strafprozess und Urteil
Ab 21. Juli 2020 begann das Oberlandesgericht Naumburg die Hauptverhandlung am Landgericht Magdeburg. Dessen Bibliothek wurde dazu zum damals größten Gerichtssaal in Sachsen-Anhalt umgebaut, um die vielen Nebenkläger und Pressevertreter unterzubringen. Die Sicherheitsmaßnahmen wurden auch wegen der COVID-19-Pandemie in Deutschland erhöht. Wegen seines Fluchtversuchs musste B. im Prozess Fußschellen tragen. Vom Prozess wurde für spätere Forschungen eine vollständige Tonaufnahme erstellt, die das Landesarchiv Sachsen-Anhalt für kommende Generationen aufbewahrt.
Den Vorsitz hatte Richterin Ursula Mertens. 147 Zeugen wurden benannt, darunter 68 Polizisten, und 43 Nebenkläger zugelassen. Am ersten Prozesstag verlas Bundesanwalt Kai Lohse die Anklageschrift, die B. neben zwei Morden und 68 Mordversuchen auch Holocaustleugnung, friedensgefährdende Hetze, Volksverhetzung, räuberische Erpressung, gefährliche Körperverletzung und gefährlichen Eingriff in den Straßenverkehr vorwarf.
B. wollte keine Fragen zu seiner Familie und seinem Studium beantworten. Seinen Waffenbau begründete er mit dem Zuzug von Migranten nach Deutschland. Auf die Frage, warum er sich nach seinem Studienabbruch keine neuen Ziele gesucht habe, antwortete er: „Ich wollte nichts mehr für diese Gesellschaft tun, die mich durch Neger und Muslime ersetzt.“ Darauf untersagte ihm die Richterin, öffentlich Menschen zu beleidigen. Danach breitete B. seine Theorie vom „Bevölkerungsaustausch“ aus. „Die Juden“ hätten diesen organisiert und „Millionen von Arabern“ ins Land gebracht: „Die führen sich hier auf wie die Eroberer.“ Wie sie sein Leben konkret beeinträchtigt hätten, erklärte er nicht. Er stehe am unteren Rand der Gesellschaft; durch die Masseneinwanderung rückten Leute wie er aus der Gesellschaft heraus. Das Gewehr habe er sich als „Selbstverteidigungswaffe“ gegen Muslime und Schwarze gekauft. – Die Richterin stellte fest, er sei doch schon vorher aus der Gesellschaft gefallen: „Sie hockten im Kinderzimmer, guckten in den Computer, und die Mama hat für das Essen gesorgt.“ Er räumte ein, dass er schon vor 2015 isoliert gewesen war. Politischen Gruppen habe er sich nicht angeschlossen, „weil die alle vom Verfassungsschutz unterwandert sind.“ Seit 2015 habe er beschlossen, sich zu bewaffnen, aber mangels Kontakten keinen Zugang zum Schwarzmarkt gehabt. Er habe eine Synagoge statt einer Moschee angegriffen, denn es sei „ein Unterschied, Symptom oder Ursache zu bekämpfen.“ Er gab die Morde zu und erklärte: Hätte er Jana Lange nicht erschossen, dann hätten ihn alle Internetzuschauer ausgelacht und es hätte geheißen, „dass ein dummer Kommentar reicht, um einen Rechten zu stoppen“. „Ich kann ja nichts dafür, dass sie mich beleidigt“, rechtfertigte er den Mord. Die zweite Salve auf die am Boden Liegende habe er „zur Sicherheit“ abgefeuert: „Sie hätte ja aufstehen und mich entwaffnen können.“ Beim Abdrücken habe er sie noch als „Schwein“ beleidigt. Kevin Schwarze habe er wegen dessen schwarzer Haare als Muslim eingestuft. Er habe ihn erschossen, weil er „noch Töne von sich gegeben“ habe: „Das hätte nicht passieren dürfen.“ Auf die Frage, ob er kein Mitleid mit dem Opfer habe, antwortete er: Er bereue die Tat, denn er „wollte ja keine Weißen töten. Das war wirklich nicht geplant.“ Als die Richterin ihn erinnerte, dass Kevin Schwarze ihn hörbar um sein Leben angefleht hatte, antwortete er: „Deswegen schreckt man nicht zurück, das ist der Weg, wie man verliert!“ Nach dem gescheiterten Angriff auf die Synagogenbesucher habe er geplant: „Möglichst viele Muslime und Schwarze töten, bis die Polizei kommt, und dann werde ich erschossen. […] Entweder gewinnen oder sterben.“ Weil er nur Weiße getötet hatte, habe er „grandios“ versagt. Mit seinem Livestream habe er wie der Attentäter von Christchurch kampfbereite „weiße Männer“ erreichen wollen. Weil dies scheiterte, habe er sich „global lächerlich gemacht“.
Am 22. Juli 2020 wurde das Tätervideo abgespielt. Mehrere Opferangehörige verließen den Gerichtssaal; ihre Vertreter baten das Gericht, dem Täter die gewünschte Selbstdarstellung zu verweigern. Auf Nachfrage eines Bundesanwalts, was er beim Video empfinde, lachte B. und sagte: „Das lief schon ziemlich schief.“ Er betonte: „Die Synagoge anzugreifen, das war kein Fehler. Das sind meine Feinde.“ Er habe nur etwas über die Qualität seiner Waffen gelernt. Er räumte die beiden Morde ein, bedauerte aber nur, dass deren Opfer weder Muslime noch Ausländer waren.
Am 28. Juli 2020 konfrontierten mehrere Anwälte der Nebenkläger B. mit früheren Aussagen, etwa „Die scheiß Juden sind an allem schuld“ und „Ausländerpack“. Seine Schwester sagte aus: „Er hat Hass auf alle Ausländer – vor allem auf Juden“. B. rechtfertigte die Aussagen mit Alkoholkonsum. Kontaktpersonen in seiner Wohnumgebung wollte er nicht nennen. Auf die Frage, ob er Nazi sei, antwortete er schmunzelnd „kein Kommentar“. Mit seiner Familie habe er nie über politische Themen diskutiert. Als „typische Werte der BRD“ habe seine Mutter ihm Freundlichkeit und Respekt gegenüber Anderen vermittelt; er habe offensichtlich andere Werte entwickelt. Jedoch kannte und teilte seine Mutter seinen Judenhass. Denn nach einem Suizidversuch B.s hatte sie ihrer Schwester geschrieben, der Staat habe sie und ihren Sohn „im Stich gelassen“. Sie habe ihn ins Leben zurückholen wollen, doch „sie“ hätten ihn „mir zerstört“. Er habe „nur eins, die Wahrheit“ gewollt. Im Kontext sprach sie davon, dass „Juden freie Hand hatten“, und schloss den Brief mit Satzfetzen wie „Sie lügen“, „selbstgemachte Prophezeiung“, „die Juden“ und einem durchgestrichenen Davidstern. B. versuchte, diese Aussagen als Wirkung von Medikamenten zu erklären. Doch er hatte seiner Mutter das Pamphlet des Massenmörders Brenton Tarrant gezeigt. Weder ihre Reaktion darauf noch weitere Kontaktpersonen B.s waren ermittelt worden, etwa wer mit ihm online gespielt und ihm ein Buch über Handfeuerwaffen zum Geburtstag geschenkt hatte.
Laut einem Zeugen hatte B. schon in seiner Bundeswehrzeit „Jude“ als Schimpfwort benutzt. Das sei bei der Truppe üblich gewesen. B. bekräftigte, er würde weiterhin Juden ermorden, auch Kinder. Vor allem Anetta Kahane von der Amadeu Antonio Stiftung stehe „ganz oben auf meiner Feindesliste“.
Laut der Nebenklägerin Rebecca Blady verdeutlichten B.s Antworten vor Gericht seinen entsetzlichen tödlichen Hass auf Minderheiten und seine Liebe zu Waffen. Er habe genau gewusst, was er tat, und stehe zu seiner lebensbedrohlichen Ideologie. Für solche Menschen dürfe es in der Gesellschaft keinen Platz geben. Diese müsse sich diesem realen Problem stellen und daran arbeiten, es zu beseitigen. Sie habe keine Fragen an den Täter, wolle aber wissen, was die Landesregierung, Justiz- und Polizeibeamten benötigten und planten, um den Rechtsextremismus loszuwerden. Sie sei wütend, dass es Strukturen gebe, die antisemitische, fremden- und frauenfeindliche Ideologien und entsprechende Taten fortzusetzen ermöglichten. Es müsse tiefgreifende Veränderungen geben, besonders in Staatsbehörden. Rechtsextreme dürften keine Bühne mehr bekommen und es brauche mehr Bildung, Austausch und Dialog, damit ihre Ideologie endgültig verschwinde.
Am 25. August 2020 erklärten sechs BKA-Beamte die Herstellung und Wirkung der von B. gebauten Waffen und Sprengsätze. Demnach hatte er mit Geld vom Konto seiner Mutter Werkzeuge gekauft und damit im Schuppen seines Vaters die Tatwaffen gebaut. B. gab an, er habe sie alle dort vorher getestet. Die fertigen Waffen habe er im Bettkasten seines Zimmers gelagert, die Sprengsätze anderswo. Kurz vor der Tat, am 9. Oktober 2019 um 12:55 Uhr, hatte er sich vor einem Spiegel in der Wohnung seines Vaters in „voller Montur“ fotografiert. Seine Ausrüstung wog zu Beginn der Tat 29 Kilogramm und umfasste auch einen Lautsprecher, über den er bei der Tat Musik abspielen konnte. Im Tatverlauf hatte er Teile der Montur abgelegt. Sein Livestream zeigte, dass er auf zwei weitere Frauen gezielt hatte, die fortlaufen konnten, als seine Waffe klemmte. B. sagte aus, er könne sich nicht erinnern, ob er sie töten wollte. Eine mit einem explosiven Gemisch und Kugeln gefüllte Kunststoffdose sollte diese in alle Richtungen schleudern und hätte nach Expertenangaben tödlich gewirkt. B. bezweifelte, dass er den Sprengsatz richtig nachgebaut hatte. Andererseits verteidigte er öfter die Wirkungsweise seiner Waffen und Sprengsätze, wenn Experten Mängel daran feststellten, und lachte über ihre Angaben.
Weil B.s Angehörige Aussagen verweigert hatten, wurde am 26. August 2020 die Leiterin der Grundschule in Helbra als Zeugin befragt. Dort hatte B.s Mutter als Lehrerin gearbeitet. Sie sei sachlich und zuverlässig, aber relativ verschlossen gewesen. Sie habe sich Sorgen über ihren Sohn gemacht, weil er viel im Internet unterwegs sei, im Koran lese und nur noch Englisch mit ihr rede. Dass er ein Hobby fand, Schweißen, habe sie gefreut. Ab 2019 sei sie bei Fragen nach ihrem Sohn dünnhäutig gewesen und habe zu einer Kollegin gesagt: „Ich habe Angst, dass bald etwas ganz Schlimmes passieren wird.“ Danach sagten BKA-Mitarbeiter zu B.s Internetaktivitäten aus. Er war auf den Plattformen vch.moe, Nanochan und mit zwei Konten auf Steam aktiv gewesen. Er hatte sich tausende Dateien heruntergeladen, etwa die Zeichnung eines Mannes, der mit dem Schwert auf einem Berg auf Leichen vor einer brennenden Israelflagge steht, und Bilder von Zeichentrickfiguren mit Hakenkreuzbinden. Ob er selbst solche Inhalte gepostet hatte, hatte das BKA nicht ermittelt. Er hatte sich auf Ego-Shooter-Spielen per Computersimulation Waffen zusammen- und auseinandergebaut. Eine BKA-Mitarbeiterin sah keine Hinweise, dass Rechtsextreme B.s bevorzugten. Sie hatte jedoch nicht geprüft, ob man dort speziell „deutsche Kampagnen“ spielen könne, und keine Spielstände B.s abgefragt, um die von ihm gespielten Kampagnen zu ermitteln. Sie räumte auf Nachfragen ein, dass sie die Funktion der Vertriebsplattform kaum kannte, zu deren Auswertung das BKA sie beauftragt hatte.
Ab dem 1. September 2020 durften Überlebende des Anschlags im Prozess aussagen:
- Die 30-jährige Studentin für internationales Recht Ilona B. hatte die Synagoge mit einer Gruppe aus Berlin besucht, um friedlich Jom Kippur zu feiern. Nach dem ersten „extrem lauten Knall“ draußen habe man das Gebet zunächst fortgesetzt. Beim zweiten Knall habe sie die Angst des Kantors bemerkt und von Schüssen auf die Synagoge erfahren. Rauchgeruch habe sich ausgebreitet. Die Frauen hätten versucht, sich auf der Empore in Sicherheit zu bringen, um nicht an der Eingangstür vorbei zu müssen. Die Polizei habe ihnen nach ihrem Eintreffen lange nicht erklärt, was geschehen war; erst aus anderen Berichten hätten sie dies erfahren. Am Folgetag habe sie die Mutter der getöteten Jana Lange kontaktiert. Sie komme „einfach nicht darüber hinweg, dass zwei Menschen tot sind, weil ich es nicht bin.“ Sie könne dem Täter nicht verzeihen, dass er zwei Unbeteiligte tötete.
- Die 32-jährige Mollie S. ist Mitarbeiterin einer jüdischen Nichtregierungsorganisation, die Menschen verschiedener Religionen weltweit miteinander in Kontakt bringt. Bis zu dem Anschlag habe sie sich in einer Synagoge immer sicher gefühlt. Mehr als hundert ihrer Familienangehörigen seien im Holocaust ermordet worden, nur ihr Großvater habe überlebt. Er habe sie jedes Jahr am Jom Kippur mit Tränen in den Augen gesegnet. Nun gehöre sie ungewollt selbst zu den Überlebenden. Sie sei eine Weile traumatisiert und arbeitsunfähig gewesen, fühle sich nun aber wieder stark. B. habe sich „mit der falschen Person angelegt, mit der falschen Familie, den falschen Leuten. Nach dem heutigen Tage wird er mir keine Qualen mehr verursachen. Es endet hier und heute.“
- Rabbiner Jeremy Appelbaum Borovitz erklärte, er sei durch den Zuspruch nach dem Anschlag darin bestärkt worden, dass das jüdische Leben in Deutschland eine Zukunft habe.
- Der Kantor Roman R. beschrieb, wie er B. am Monitor der Überwachungskamera sah. Er werde den Moment nie vergessen, als die getroffene Frau (Jana Lange) umfiel. Da habe er gewusst, dass ein Terroranschlag im Gang war, und den Gemeindegliedern „Duckt euch“ zugerufen. Beim Verbarrikadieren der Tür hätten einige hinausgehen und den Täter überwältigen wollen. Da sie nicht wussten, ob er allein war, blieben sie drinnen, bis die Polizei kam. Zum Schluss sprach Roman R. den Täter direkt an: „…ich will, dass du das weißt: Dort waren viele Menschen, und die wenigsten waren Juden. Es waren junge, alte, Hallenser. Sie haben 'Shalom' gesungen, 'Frieden'. Sie haben gesagt, wir werden diesen Ort nicht verlassen, wir beschützen euch. Und dann habe ich verstanden: Das ist das Deutschland, das ich kenne. Ich werde bleiben, ich werde meine Familie hier aufbauen. Und du musst für den Rest deines Lebens damit leben, was du getan hast. Es hat nichts gebracht.“

Alle Zeugen betonten, trotz des Schocks werde jüdisches Leben in Deutschland weitergehen.
Am 2. September 2020 berichtete der Sicherheitsbeauftragte der Synagoge vom Anschlag. Trotz fehlender Schulung erkannte er die Gefahr sofort, als er B. über die Außenkamera vorfahren und mit einer Pumpgun aussteigen sah. Er bat den Gemeindevorsitzenden, die Polizei zu rufen, und schloss alle übrigen Türen ab. Eine anwesende Studentin berichtete von einer monatelangen posttraumatischen Belastungsstörung. Insgesamt sei sie jedoch durch die Tat psychisch stärker geworden, wolle ihr Studium in Deutschland beenden, dort leben und weiter die Synagoge besuchen.
Am 9. September 2020 sagte der 74-jährige emeritierte Anthropologieprofessor Bernd H. aus. Er war Gast des Kiezdöner in Halle, als B. diesen angriff. Den ersten Schuss habe er für einen Böller gehalten; auch als die Fensterscheibe zersplitterte, sei er noch sitzen geblieben. Als der Täter mit dem Gewehr in der Hand hereinkam, habe er zunächst keinen Zusammenhang zwischen Waffe und Schuss hergestellt. Erst als ein anderer Gast rief „Raus hier, der erschießt uns sonst alle“, floh er über eine Treppe in einen Abstellraum. Noch auf der Treppe habe er den Ruf „Nein, bitte nicht schießen“ und dann weitere Schüsse gehört. Wie das Tätervideo bestätigte, hatte B. auf Bernd H. auf der Treppe gezielt und zweimal abgedrückt, doch das Gewehr hatte Ladehemmung. Dies erfuhr H. erst nachträglich. Er sprang aus dem Fenster des Abstellraums auf eine Mülltonne, fiel zu Boden und prellte sich die linke Körperseite. Er fürchtete, der Täter werde ihn verfolgen, und versteckte sich mit anderen Gästen in der Umgebung. Gegen 12:50 Uhr sah er eine Notärztin den Imbiss betreten und erkannte an ihrem Verhalten, dass ein Gast tot war. Er habe sechs Wochen lang opiumhaltige Schmerzmittel wegen der Prellung erhalten, aber keine psychologische Hilfe beansprucht. Seine Familie habe ihn aufgefangen und es gehe ihm subjektiv jetzt gut. Auf die Frage eines Anwalts der Nebenkläger, was er vom Prozess erwarte, antwortete er: Die Gesellschaft müsse erkennen, „dass hier ein zutiefst verabscheuungswürdiges Verbrechen geschehen ist, und zwar aus der etwas schlafmützigen Mitte der Gesellschaft heraus.“ Es sei „schlecht vorstellbar“, dass sich B. „mit seinen Hirngespinsten, seiner Verbohrtheit und seiner rassistischen, fremdenfeindlichen, zutiefst menschenverachtenden Haltung“ unbemerkt von seiner Umwelt so entwickeln konnte. Jemand mit Abitur und einer Ethiklehrerin als Mutter müsse zumindest Artikel 20 des Grundgesetzes gelesen und verstanden haben, „dass diese Anmaßung, jemanden wegen seines Glaubens, seiner Herkunft – sozial wie biologisch – das Lebensrecht abzusprechen, dass das nicht geht. […] Ich möchte, dass dem Täter klargemacht wird, dass er sich auf einen, zumindest in unserer Gesellschaft, völlig abwegigen Entwicklungsweg begeben hat. Dass seine Tat mit unserer Rechtsordnung und unseren Grundwerten überhaupt nichts zu tun hat. Wir sind stolz auf die Errungenschaften der Französischen Revolution. Darauf, dass wir seit 1789 allen Menschen Gleichwertigkeit zubilligen. Kein Einzelner kann Kriterien aufstellen, nach denen der eine oder der andere sein Leben verwirkt hat, das ist meine feste Überzeugung.“
Am 15. September 2020 sagte Karsten Lissau aus, der Vater des erschossenen Kevin. Sein Sohn sei körperlich und geistig behindert gewesen, habe jedoch aus eigener Kraft nach acht Jahren die Förderschule bestanden. Kevin sei regelmäßig mit den getrennten Eltern in Urlaub gefahren und habe oft mit dem Vater und später einem Fanclub von Freunden, die ihn beschützt hätten, Fußballspiele des Halleschen FC besucht. Er habe ein Praktikum in einer Malerfirma erhalten und dort am 1. Oktober 2019 eine Ausbildung als Maler begonnen. Kevin sei sehr stolz darauf gewesen, sich das Geld für seine Fußballkarten selbst zu verdienen. Am Todestag um 11:45 Uhr habe er zuletzt mit Kevin telefoniert und ihm erlaubt, in den Dönerimbiss zu gehen. Danach habe er bis zu 30-mal vergeblich versucht, ihn telefonisch zu erreichen. Nachdem er auf Facebook eine Vermisstenanzeige veröffentlicht hatte, sandte ihm ein Bekannter das Tatvideo des Mörders. Darauf habe er gesehen, wie B. Kevin anherrschte „Fresse Mann“ und dann aus nächster Nähe erschoss. Er und die Mutter waren mindestens bis zum Zeitpunkt der Gerichtsverhandlung in therapeutischer Behandlung; er sei mehrmals stationär in der Psychiatrie gewesen und habe an Suizid gedacht.
Der Generalbundesanwalt ließ zunächst von den Brüdern Tekin anfangs nur Rifat, erst nach einer Anwaltsbeschwerde auch Ismet Tekin als Nebenkläger zu. Im September 2020 sagten beide Brüder aus. Ismet Tekin erklärte, er habe in vier Sprachen für den Mörder ein Wort gefunden: „Feigling.“ Dann sprach er fast eine Stunde lang über die Verstorbenen, über Respekt, Solidarität, Erziehung, Verantwortung, Schmerz und Resignation: Er habe aufgehört, sich um die deutsche Staatsbürgerschaft zu bemühen. Ein deutscher Pass sei für dunkelhäutige Menschen ja doch nichts wert. Zuletzt sprach er den Täter direkt an: „Sie haben auf ganzer Linie versagt. Ich lebe, mein Bruder lebt. Entstanden ist noch mehr Liebe und Zusammenhalt. Wir werden nicht weggehen. Und wissen Sie, was? Ich werde Vater, ich bekomme ein Kind. Und ich werde das Beste geben, es hier großzuziehen.“ Er erhielt Beifall.
Am 3. November 2020 wurden zwei psychologische Gutachten über B. vorgestellt. Lisa John stellte fest: Er habe immer Charakterschwächen zu verheimlichen versucht, sogar verneint, dass er schon mal gelogen oder verbotene Gedanken gehabt habe, und das Gespräch immer wieder auf seine Tat zu lenken versucht. In der Aussage „Mich hat ein Mensch einmal so sehr zur Weißglut gebracht, dass ich ihn hätte umbringen können“ auf seinem Fragebogen ersetzte er das Wort „Mensch“ durch „Jude“. Immer wieder lachte er beim Beantworten der Fragen ohne ersichtlichen Grund laut auf. Norbert Leygraf bestätigte diese Eindrücke. Er hatte B. dreimal befragt, aber kaum Persönliches erfahren; auf Nachfragen zu Werdegang und Familie reagierte B. zurückhaltend oder wütend. Leygraf attestierte ihm eine komplexe Persönlichkeitsstörung mit autistischen Zügen. Er leide unter dem Fehlen einer Partnerin, fehlenden Freunden und Kollegen, sei einsam, misstrauisch, schnell zu kränken und habe nach seiner schweren Operation wieder „wie ein Kind“ bei seiner Mutter gelebt. Als 18-Jähriger hatte er sich mit Pflanzenblüten vergiftet und zwei Tage im Krankenhaus gelegen. Auf Nachfrage der Richterin bestritt B., dass es ein Suizidversuch war. Gegenüber Leygraf redete er vor allem über seine Tat und politischen Ansichten, über seine Opfer wie über Kollateralschäden. Nur bei Kritik an seiner Gefühlskälte und seinem Antisemitismus wurde er emotional und rechtfertigte sich wütend. Leygraf erklärte B. für voll schuldfähig: Er sei von seinen Verschwörungs- und Verfolgungsideologien überzeugt, aber nicht in Form eines krankhaften Wahns. Er trage die volle Verantwortung für seine Tat. Zudem habe sich seine Einstellung nicht erkennbar geändert; falls er die Möglichkeit habe, „würde er wieder vergleichbare Taten begehen.“ Leygraf hatte sein mehr als 100 Seiten langes Gutachten schon im Juli 2020 vor Prozessbeginn bekannt gemacht.
Am 4. November 2020 wurden B.s Internetaktivitäten behandelt. Laut der von den Opferanwälten benannten Expertin Karolin Schwarz erhielt er in rechtsextremen Internetforen unmittelbar nach der Tat vor allem Spott für das Versagen seines Mordplans und seiner Waffen. Zudem wurde viel über seine Herkunft und Motive spekuliert. Darunter waren menschenverachtende und die Opfer verhöhnende Kommentare.
Am 17. November 2020 schilderte der Antisemitismusexperte Benjamin Steinitz die Folgen des Anschlags für die jüdischen Gemeinden in Deutschland: Er habe das „Gefühl von Unsicherheit und Bedrohung“ verstärkt. Er sei Glied einer langen Kette von alltäglichen Angriffen auf Juden und habe weitere antisemitische Taten nach sich gezogen. So seien Gedenkveranstaltungen gestört und das Denkmal für die ermordeten Juden Europas beschmiert worden. Solche Taten würden nur selten angezeigt und strafverfolgt. Zugleich habe es eine enorme Welle der Solidarität für die Betroffenen gegeben.
Weil die Ermittler das Navigationsgerät seines Taxis ausgebaut hatten, konnte Daniel Waclawczyk es zwei Monate lang nicht einsetzen. Daher trat er im Prozess mit einer Schadensersatzforderung als Nebenkläger auf.
Der Generalbundesanwalt stufte B.s Zusammenstoß mit dem Somalier Abdi I. in der Anklageschrift nur als Verkehrsdelikt ein, bei dem der Täter „die Gefährdung von Leib und Leben“ anderer in Kauf genommen habe. Dagegen wertete Strafrechtsprofessor Martin Heger die extrem gefährliche und rücksichtslose Fahrweise des Täters als Mordvorsatz. B. habe I. vor allem wegen dessen Hautfarbe angesteuert. Auch I.s Anwältin wertete den Vorgang als rassistischen Mordversuch und forderte, zwei bis dahin nicht befragte Zeugen dazu in die Anklage aufzunehmen. Im Prozess gab B. auf Nachfrage zu, für eine weiße Person hätte er „auf jeden Fall“ auszuweichen versucht.
Am 1. Dezember 2020 plädierte die Staatsanwaltschaft auf eine lebenslange Freiheitsstrafe mit anschließender Sicherungsverwahrung B.s und die Feststellung seiner besonders schweren Schuld: Er sei ein „fanatisch-ideologischer Einzeltäter“, der sich als Teil eines rechtsextremen Netzwerks verstanden und einen der „widerwärtigsten antisemitischen Akte seit dem Zweiten Weltkrieg“ begangen habe. Die Opferanwälte schlossen sich der Strafforderung an und verwiesen auf B.s fehlende Reue: Er sei dauerhaft gefährlich und dürfe daher nie wieder freikommen. Sie konfrontierten B. mit dem Mord an Kevin Schwarze: Der behinderte Junge habe in seinem Leben immer gekämpft, während B. eine angebliche Verdrängung der Weißen durch Juden und Migranten nur behaupte: „Woraus wurden Sie gedrängt? Aus Ihrem Kinderzimmer?“ Der Mord an einem wehrlosen, um sein Leben flehenden Menschen sei „kein Kampf, das ist feige.“ Er habe „auf ekelhafteste Weise“ auch das Leben einer Familie zerstört, die nur dieses Kind hatte. Gesellschaftliche Faktoren hätten B.s Morde begünstigt: Vorläuferdebatten von Thilo Sarrazin bis zur AfD hätten Rassismus gegen Migranten salonfähig gemacht; B.s Familie habe weggeschaut; die rechtsextreme Ideologie der White Supremacy habe ihm die Rechtfertigung geliefert; seine Imageboard-Community habe Rechtsterror glorifiziert und zu weiteren Taten angestachelt. Dieses Täternetzwerk sei kaum ausgeforscht worden. Die Bundesanwaltschaft hätte auch B.s Zusteuern auf Abdel I. und Schüsse auf Ismet Tekin als versuchte Morde werten sollen. Zwei Betroffene berichteten schriftlich vom andauernden Antisemitismus in ihrem Alltag und dem Wegschauen von Umstehenden. Die Opferanwälte verwiesen aber auch auf die starke Reaktion der Betroffenen vor Gericht; einer zitierte dazu das jüdische Partisanenlied „Mir zaynen do“ („Wir sind da“): „Wir lassen uns unsere Lebensweise nicht nehmen. Und wir sind viele.“ Seine Mandanten seien keine Opfer, sondern hätten den Kampf gegen Unmenschlichkeit aufgenommen.
Am 9. Dezember 2020 räumten B.s Verteidiger in ihrem Schlussplädoyer ein, dass die Tötung der Passantin und des Imbissbesuchers Morde waren. Den Angriff auf die Synagoge wollten sie jedoch nicht als Mordversuch werten, da B. davon zurückgetreten sei. In seinem Schlusswort leugnete B. erneut den Holocaust, worauf die Richterin ihn unterbrach und seine Aussage für eine Strafanzeige protokollieren ließ.
Am 21. Dezember 2020 verurteilte das Oberlandesgericht Naumburg B. unter anderem wegen zweifachen Mordes, vielfachen Mordversuchs und Volksverhetzung zu einer lebenslangen Freiheitsstrafe mit anschließender Sicherungsverwahrung. Zudem stellte es die besondere Schwere der Schuld fest und machte B.s vorzeitige Haftentlassung nach 15 Jahren so unwahrscheinlich. Damit verhängte es die von Bundesanwaltschaft und Nebenklage geforderte Höchststrafe. Mit 25 Prozesstagen, an denen 79 Zeugen und 15 Sachverständige befragt worden waren, und 23 Anwälten, die 45 Überlebende und Hinterbliebene als Nebenkläger vertraten, war es der bisher größte Strafprozess in Sachsen-Anhalt.
Die beiden Nebenkläger Ismet Tekin und Abdi I. beantragten Revision dagegen, dass das Gericht B.s Schüsse auf den Imbissstubenbetreiber und das Anfahren des Passanten nicht als versuchten Mord gewertet hatte. Am 22. März 2022 verwarf der Bundesgerichtshof ihre Anträge, weil das Oberlandesgericht weder bei B.s Schüssen auf Nebenstehende noch bei seinem Fahrmanöver eine Tötungsabsicht habe feststellen können und das Verfahren ohne Rechtsfehler durchgeführt habe. Damit wurde das Urteil gegen B. rechtskräftig.

### Vorfälle während B.s Haft
B. war seit seiner Festnahme zunächst in der Justizvollzugsanstalt Halle I inhaftiert. Diese lockerte die anfangs strengen Sicherheitsauflagen Anfang 2020 und verringerte die Zahl seiner Bewacher entgegen einem Erlass des Landesjustizministeriums. Am 30. Mai nutzte B. den unbewachten Freistundenhof dazu, unbemerkt über einen 3,40 Meter hohen Zaun zu klettern. Er gelangte in den Innenbereich der Anstalt, wo er ein weiteres Gebäude betrat. Nachdem er dort fünf Minuten lang vergeblich nach einem Ausgang gesucht hatte, kehrte er zurück und ließ sich von Bediensteten in Gewahrsam nehmen. Die Anstalt informierte das Justizministerium erst am 2. Juni 2020 über seinen Fluchtversuch. Justizministerin Anne-Marie Keding ließ den Vorfall prüfen. B.s Aufseher wurden versetzt, er selbst wurde am 3. Juni 2020 in die Justizvollzugsanstalt Burg verlegt. Die Synagogengemeinde Halle drängte darauf, die Sicherheitsmaßnahmen für ihn zu verschärfen.
Vor dem Strafprozess gegen B. häuften sich Angriffe auf Juden in Halle. Am 28. Mai 2020 erhielt die zweite jüdische Gemeinde dort einen Drohbrief mit dem Hitlergruß und einem weißen Pulver. Am 31. Mai und erneut am 2. Juni legten Unbekannte ein Hakenkreuz aus Stofftaschentüchern vor der Synagogengemeinde ab. Am 3. Juni beschimpfte ein Mann auf dem Halleschen Marktplatz eine Person als „Judensau“ und schlug einen Passanten, der dazwischenging, ins Gesicht. Im ersten Fall suchte die Polizei den unbekannten Drohbriefsender und erweiterte die Schutzmaßnahmen für die betroffene Gemeinde. Im zweiten Fall trat ein herbeigerufener Polizist auf das Stoffhakenkreuz und versuchte, einen Teil davon mit dem Schuh zu entfernen. Er und sein Kollege meldeten dem Lagezentrum dann, sie hätten nichts gefunden. Daraufhin wurde wegen möglicher Strafvereitelung im Amt gegen ihn ermittelt und er wurde disziplinarrechtlich belangt. Am 5. Juni 2020 fand die Polizei einen 64-jährigen Mann, der die Hakenkreuze abgelegt haben soll.
Im Sommer 2021 meldeten Polizisten ihren Vorgesetzten, eine 20-jährige Kommissarin aus der Polizeiinspektion Dessau-Roßlau habe sich positiv über B. und seine Tat geäußert. In dessen Zelle fand man dann zehn Briefe, die sie heimlich unter falschem Namen und falscher Adresse über Monate an ihn gesandt hatte. Darin hatte sie Verständnis für seine Terrortat und Sympathie für seine Ansichten geäußert. Auch sie selbst soll rechtsextreme und verschwörungsideologische Ansichten vertreten haben, etwa, dass sie an ein „jüdisches Machtmonopol“ glaube. Zudem wurden Briefe von polizeibekannten Rechtsextremen an B. bei ihm gefunden.
Am 12. Dezember 2022 nahm B. zwei Bedienstete der Justizvollzugsanstalt Burg mit einer in Haft selbstgebauten Waffe als Geiseln, wurde aber rasch überwältigt. Daraufhin wurde er in die Justizvollzugsanstalt Augsburg-Gablingen verlegt. Dort griff er im April 2023 zwei Justizbeamte an. Im Juni 2023 wurde er deshalb in die Justizvollzugsanstalt Wolfenbüttel verlegt. Für den bevorstehenden Strafprozess zu seiner Geiselnahme wurde er im Januar 2024 in eine Haftanstalt in Raßnitz gebracht.
Am 27. Februar 2024 verurteilte das Landgericht Stendal B. wegen seiner Geiselnahme und des dabei begangenen Verstoßes gegen das Waffengesetz zu einer weiteren Freiheitsstrafe von sieben Jahren und Schmerzensgeld, verzichtete aber auf die Anordnung einer zusätzlichen Sicherungsverwahrung. Danach wurde er in die Justizvollzugsanstalt Tonna im Landkreis Gotha gebracht. Die Generalstaatsanwaltschaft Naumburg legte Revision gegen das Urteil ein, um den Verzicht auf die Anordnung der Sicherungsverwahrung überprüfen zu lassen. B.s Verteidiger legte Revision ein, um die Höhe des Schmerzensgeldes anzufechten.
Am 17. Mai 2024 wurde B. wegen gesundheitlicher Probleme aus der JVA Tonna in ein Krankenhaus nach Erfurt gebracht, wo er eine medizinische Behandlung jedoch verweigerte. Zuvor hatte das Haftkrankenhaus Leipzig seine Aufnahme aus Sicherheitsbedenken abgelehnt. Schließlich wurde B. am 20. Mai 2024 mit einem Hubschrauber in das Justizvollzugskrankenhaus Nordrhein-Westfalen überstellt. Nachdem sein Gesundheitszustand stabil genug war, wurde er Anfang Juni 2024 wieder in die JVA Tonna gebracht.

## Gesellschaftliche Folgen

### Politik und Zivilgesellschaft

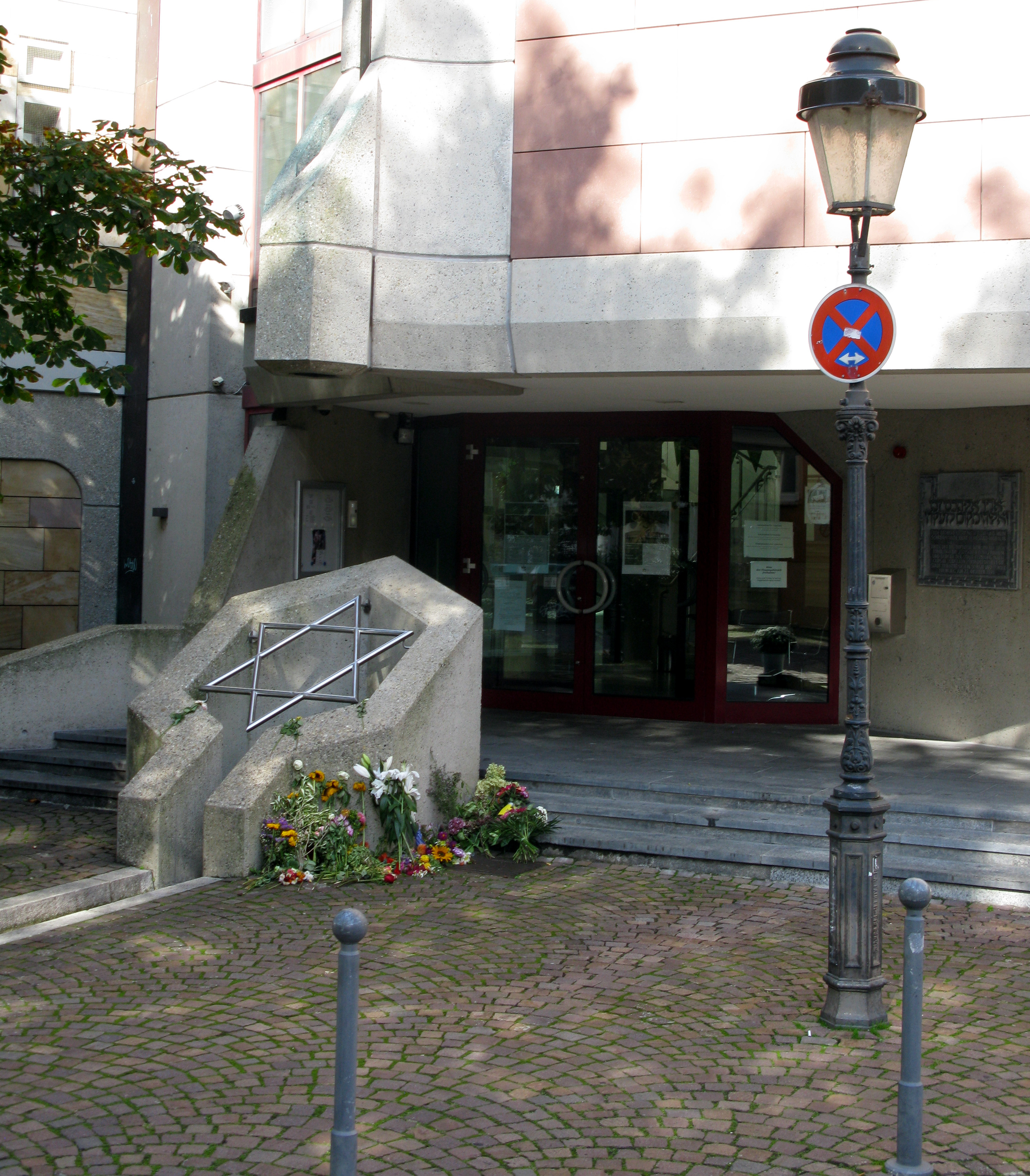
Blumen vor der Synagoge in Freiburg im Breisgau zum Gedenken an den Anschlag in Halle (2019)

Bundespräsident Frank-Walter Steinmeier erklärte noch am Abend der Tat am Rande einer Gedenkveranstaltung zur friedlichen Revolution in Leipzig, ein solcher Angriff auf eine Synagoge sei in Deutschland bislang nicht mehr vorstellbar gewesen. Er rief zur Solidarität mit den jüdischen Mitbürgern auf. Bundeskanzlerin Angela Merkel sprach den Angehörigen der Opfer ihr Beileid aus. Die Antisemitismusbeauftragten von Bund und Ländern appellierten gemeinsam, „als Gesellschaft zusammenzustehen, zerstörerischen Tendenzen entschlossen entgegenzutreten, und zu zeigen: Das Judentum gehört zu uns, das war ein Angriff auf uns alle“.
Der Dachverband islamischer Gemeinden in Sachsen-Anhalt, die Türkisch-Islamische Union der Anstalt für Religion (Ditib) und der Koordinationsrat der Muslime in Deutschland (KRM) verurteilten den Anschlag. Der Ditib-Vorsitzende Kazim Türkmen erinnerte daran, dass auch Muslime in Deutschland vermehrt Drohungen und Anfeindungen ausgesetzt seien, und forderte „ein gemeinsames Zeichen […] gegen jede Form von Menschenfeindlichkeit“. Einzeltätertheorien könnten nicht mehr davon ablenken, dass „das gesellschaftliche Klima zunehmend durch rechtes Gedankengut vergiftet wird, und gerade im Internet bedrohliche Maße längst überschritten hat“.
Noch am Abend des 9. Oktober 2019 versammelten sich hunderte Bürger vor der Synagoge und solidarisierten sich mit den Opfern. Am 11. Oktober 2019 kamen in Halle Tausende zu einem großen Gedenkkonzert „für ein offenes und friedliches Miteinander und eine Botschaft gegen Antisemitismus“. In mehreren Städten demonstrierten am 9. Oktober 2019 spontan hunderte Menschen Solidarität mit der Jüdischen Gemeinde in Halle. Am 11. Oktober zum Beginn des Sabbats versammelten sich mehr als 1.000 Menschen zu einer Menschenkette vor der Synagoge in Halle. Auch in vielen anderen Städten gab es Mahnwachen, Menschenketten, Kundgebungen und Gedenkgottesdienste.

### Kritik an der Polizei
Wenige Monate vor dem Anschlag hatte der Vorsitzende der jüdischen Gemeinde Magdeburg beklagt, man werde von der Polizei nicht gehört. Seit Jahren setze man sich dafür ein, dass „die Polizei an Feiertagen Beamte vor der Synagoge postiert“, und habe „viele Male die Termine für Gottesdienste und Feiertage an die Polizei weitergegeben“, jedoch bekomme man „immer nur Absagen“.
Am Abend des 9. Oktober 2019 kritisierte der Gemeindevorsteher Max Privorozki, die Polizei sei nach seinem klaren Notruf zu spät vor Ort eingetroffen. Zudem habe sich die Gemeinde mehrfach für jüdische Einrichtungen in Sachsen-Anhalt Polizeischutz wie in Großstädten üblich gewünscht. „Aber uns wurde immer gesagt: Alles ist wunderbar, alles ist super, alles ok.“
Eine Augenzeugin bestätigte, die Polizei habe auf Bitten um Schutz für die Beter immer nur geantwortet: „Es liegt keine akute Bedrohung vor.“ Der eigene Sicherheitsmann sei nicht dafür ausgebildet, kein Besucher sei bewaffnet, die Holztür anders als in Großstädten nicht besonders gesichert, die Fenster nur aus normalem Glas gewesen: „…der Täter hätte nur hineinschießen müssen, schon wäre er drinnen gewesen und hätte ein Blutbad angerichtet.“ Es sei reines Glück gewesen, dass seine Handgranaten weder die Türen öffneten noch die Sukka in Brand setzten. „Es ist ein Wunder, dass wir überlebt haben. Es war wirklich ganz, ganz knapp.“ Nach dem Eintreffen vor Ort habe die Polizei „professionell, freundlich und rücksichtsvoll“ agiert.
Josef Schuster (Zentralrat der Juden in Deutschland) nannte den fehlenden Polizeischutz für die Synagoge Halle am Jom Kippur „skandalös“: „Diese Fahrlässigkeit hat sich jetzt bitter gerächt.“ Die Behörden in Sachsen-Anhalt hätten die Lage falsch eingeschätzt. An den meisten deutschen Synagogen stehe bei Gottesdiensten ein Polizeiposten. Der äußerst brutale Angriff am höchsten jüdischen Feiertag sei „für alle Juden in Deutschland ein tiefer Schock“ und habe „unsere Gemeinschaft auf das Tiefste in Sorge versetzt und verängstigt“. Er sprach den Angehörigen der Mordopfer und den Verletzten sein Mitgefühl aus. Auch Vertreter jüdischer Gemeinden anderer Bundesländer verwiesen darauf, dass ihre Einrichtungen selbst an Feiertagen nicht geschützt wurden. Katarina Seidler vom Landesverband der israelitischen Kultusgemeinden von Niedersachsen sagte: „So etwas wie in Halle kann jeden Tag überall passieren.“ Barbara Traub, Vorstandssprecherin für die Israelitische Religionsgemeinschaft Württembergs, sagte, man habe einen derartigen Anschlag hierzulande schon lange für möglich gehalten und tausche sich deshalb mit den Sicherheitsbehörden ständig aus. Trotzdem müsse der Schutz besonders für kleine Gemeinden erhöht werden. Schusters Amtsvorgängerin Charlotte Knobloch mahnte: An der Notwendigkeit von Polizeischutz für alle jüdischen Einrichtungen dürfe es „keinen Zweifel mehr geben, nirgends in Deutschland“.
Sachsen-Anhalts damaliger Innenminister Holger Stahlknecht widersprach Privorozki: Die Synagoge sei gemäß der Gefährdungsbewertung des BKA täglich und regelmäßig bestreift worden. Es habe keinen konkreten Hinweis auf einen Anschlag gegeben. Zudem seien in den letzten fünf Jahren keine Straftaten mit Bezug zur Synagoge begangen worden. Es habe auch regelmäßigen, engen Kontakt mit der jüdischen Gemeinde gegeben. Man sei allen Schutzersuchen nachgekommen. Für den Feiertag Jom Kippur sei keine Bitte der jüdischen Gemeinde bei der Polizei eingegangen. Ob ein Streifenwagen vor der Synagoge den Täter davon abgehalten hätte, Menschen zu töten, sei rein spekulativ. Dieser wäre dann wohl weitergefahren und hätte den Anschlag höchstwahrscheinlich anderswo verübt. Den Mord im Döner-Imbiss hätte eine Polizeistreife vor der Synagoge wohl nicht vereiteln können. Josef Schuster nannte Stahlknechts Rechtfertigung „irritierend“. Die Polizei sei den Bitten der jüdischen Gemeinde Halle keineswegs stets nachgekommen. Diese Angabe sei „unzutreffend und verkehrt die Realität in der Vergangenheit“. Er bezweifle Stahlknechts Bereitschaft, „aus begangenen Fehlern Lehren zu ziehen und strukturelle Änderungen bei den Sicherheitsbehörden vorzunehmen“.
Nachdem das am 7. Februar 2020 bekanntgegebene Überwachungsvideo das Polizeiverhalten belegt hatte, setzte der Landtag von Sachsen-Anhalt einen Untersuchungsausschuss ein. Im Juni 2020 erklärte Annett Wernicke, Leiterin des zuständigen Polizeireviers in Halle, dem Ausschuss: Der Polizei sei nicht bekannt gewesen, dass Juden am 9. Oktober den höchsten jüdischen Feiertag Jom Kippur feiern. Darum habe es für die Synagoge an diesem Tag 2019 kein besonderes Schutzkonzept gegeben. Der Polizei hätten keine Gefahrenhinweise und Schutzforderungen der jüdischen Gemeinde vorgelegen. Dies bestätigte auch Mario Schwan, Chef der Polizeiinspektion Halle, die Sicherheitskonzepte für religiöse Einrichtungen erstellt. Im Ausschuss bezeugten überlebende Synagogenbesucher, der Polizei habe es an Empathie für sie gefehlt. Sie habe offenbar keine Ahnung gehabt, wer Juden sind und was sie an jenem Tag in der Synagoge gemacht hätten. Selbst die einfache Frage „Was brauchen Sie?“ sei ausgeblieben. Sie habe ihre Evakuierung kaum erklärt, das Geschehene nicht kommuniziert, die Besucher durchsucht und wie Verdächtige behandelt, ihnen die Mitnahme von koscherem Essen zunächst untersagt, im Krankenhaus ihre Gebete unterbrochen und sie später allein zurückgelassen.
Infolge der Kritik erstellte Michael Fritsch, ein Kriminalhauptkommissar in Hannover, ein Sicherheitskonzept zum Schutz der jüdischen Gemeinden der Stadt. Er trat im August 2020 in Dortmund als Redner bei einem der Proteste gegen Schutzmaßnahmen zur COVID-19-Pandemie in Deutschland auf, verglich diese mit den Verbrechen des NS-Staats und rief seine Polizeikollegen zu Befehlsverweigerung und Teilnahme an den Protesten auf. Daraufhin wurde er vorläufig vom Dienst suspendiert. Die jüdischen Verbände Niedersachsens forderten seine Entlassung und äußerten Besorgnis, sein Wissen über ihre Sicherheitsvorkehrungen könne in falsche Hände geraten. Das LKA wollte das Sicherheitskonzept überprüfen. Nachdem Michael Fritsch am 7. Dezember 2022 als mutmaßliches Mitglied der „Patriotischen Union“ unter Terrorverdacht festgenommen worden war, erklärte Rebecca Seidler für die betroffenen jüdischen Gemeinden: Es sei genau die Radikalisierung und das Sicherheitsrisiko eingetreten, vor der sie schon 2020 gewarnt habe.
Am 1. und 2. September 2020 im Strafprozess gegen B. bezeugten mehrere Synagogenbesucher nochmals den rücksichts- und kenntnislosen Umgang der eingesetzten Polizisten mit ihnen nach ihrer Evakuierung. Die Studentin Agata M. berichtete, die Polizei habe den evakuierten Juden Zettel mit Nummern angeheftet; das habe sie stark an die Nummerierung der KZ-Häftlinge in der NS-Zeit erinnert, von der ihr die Großeltern erzählt hatten. „Mein Herz läuft vor Trauer über, wenn ich sehe, dass hier immer noch der Antisemitismus existiert. […] Heute ist es notwendig zu sagen: Stopp, es reicht!“ Die 30-jährige Christina Feist sagte, der sie vernehmende Beamte habe ihr seinen Namen nicht genannt und ihr nicht mitteilen wollen, was passiert sei. Er habe sich „unhöflich, patzig und genervt“ verhalten, als sei sie eine Belastung für ihn, und ihr kein Sicherheitsgefühl vermittelt. Anders als der Täter hätten die Polizisten nichts vom Judentum und vom Jom Kippur gewusst. Das habe wesentlich dazu beigetragen, dass sie kein Vertrauen mehr zu den staatlichen deutschen Autoritäten habe und nicht mehr nach Deutschland zurückkehren wolle: „Denn ich habe Angst, dass wir schon wieder nicht gehört und verstanden werden. Ich sehe das an den Politikern und an der Gesellschaft, die es ignorieren, dass dieses Land ein massives Problem mit Antisemitismus hat“. Beide Zeuginnen erhielten Beifall für ihre Worte.
Ende September 2020 bekräftigte Christina Feist ihre Kritik am Polizeiverhalten und meinte, sie habe „überhaupt gar kein Vertrauen in die Polizei und Autoritäten.“ Erst bei den Krankenpflegerinnen am Abend des Tattages habe sie sich sicher und willkommen gefühlt. Sie dankte dem Krankenhausteam besonders für den zur Verfügung gestellten Gebetsraum und dafür, dass es Polizeibeamte am Unterbrechen der Zeremonie hinderte. Das sei ihre einzig positive Erinnerung an jenen Tag.
Der Abschlussbericht des Untersuchungsausschusses vom April 2021 kritisierte den Umgang der Polizei mit den Opfern: Man habe ihnen keine zentralen Ansprechpartner benannt, „mangelnde Empathie“ und „geringe bis nicht vorhandene Kenntnis über jüdisches Leben“ gezeigt. Das zeige einen „strukturellen Verbesserungsbedarf“. Sonst habe der Polizeieinsatz zum Anschlag „keine wesentlichen Schwächen“ offenbart. Nach dem „Schlussbericht“ der Landespolizei vom März 2021, den die Initiative „FragDenStaat“ im Juli 2021 erhielt, war der Polizei anfangs weder klar, was genau geschehen war, noch, wie viele Täter und welche Waffen beteiligt waren. Die ersten Einsatzkräfte seien „sehr zügig“, nämlich sieben bzw. drei Minuten nach dem jeweils ersten Notruf an den Tatorten gewesen und hätten trotz hohem Eigenrisiko „taktisch zweckmäßig“ agiert. Sie hätten wegen fehlender operativer Führung und des überlasteten Polizeifunks anfangs private Mobiltelefone nutzen müssen, so dass ihre Informationen nicht alle erreichten. Zudem hätten Notrufangaben per Hand ins Einsatzprotokollsystem übertragen werden müssen und die Polizeiführung daher verzögert erreicht. Man habe den an mehreren Tatorten handelnden Täter nicht „frühzeitig zu binden“ vermocht, so dass er trotz seines Schusswechsels mit der Polizei aus Halle fliehen und dann zwei weitere Personen anschießen konnte. Dass er nochmals an der Synagoge vorbeifahren konnte, sei den Beamten aber nicht vorzuwerfen: Sie hätten gerade erst ihre Ausrüstung angelegt und seien „überrascht“ worden. Nur noch mehr Einsatzkräfte vor Ort hätten die Flucht verhindern können. Mit der Festnahme des Täters und Sicherung umfangreicher Beweismittel sei der Einsatz insgesamt erfolgreich verlaufen. Den Opfern habe man die Maßnahmen „nicht ausreichend erklärt“, anfangs zu wenig qualifiziertes Personal für ihre Betreuung gehabt und ihre Personalien lückenhaft aufgenommen. Die Familien der beiden Getöteten seien erst zehn Stunden nach den Morden informiert worden, weil die Identitäten zweifelsfrei hätten geklärt werden müssen. Ihre fehlende Betreuung habe an „Kommunikationsdefiziten“ gelegen. Künftig wolle man nach schweren Gewalttaten direkt vor Ort befähigte und qualifizierte Ansprechpartner der Polizei für alle Opferbelange benennen. Alle Beamten müssten für die Opferbetreuung „sensibilisiert und geschult“ werden. Das Innenministerium erarbeitete ein Konzept für entsprechende Fortbildungen. Der Vorsitzende des Untersuchungsausschusses Sebastian Striegel plädierte für den Aufbau eigener Polizeieinheiten und umfassende Schulung aller Polizisten zur Opferbetreuung.

### Kritik an der AfD
Am 10. Oktober 2019 mahnte Bayerns Innenminister Joachim Herrmann eine verstärkte Auseinandersetzung mit dem Antisemitismus an. Dazu gehöre neben dem rechtzeitigen Aufspüren von Gewalttätern, die „geistigen Brandstifter“ zu benennen. Zu diesen zählte er „einige Vertreter der AfD“. Namentlich Björn Höcke gehe es darum, „wieder mehr Antisemitismus in unserem Land zu verbreiten.“ Ähnliche Kritik äußerten Karin Prien (CDU), Karl Lauterbach (SPD), Rolf Mützenich (SPD) und andere. Michael Roth (SPD) sagte am 11. Oktober 2019, die AfD sei „der politische Arm des Rechtsterrorismus im Bundestag“, und verwies dazu auf verschiedene rassistische Aussagen von AfD-Vertretern.
Die AfD-Vertreter Alice Weidel und Alexander Gauland wiesen die Kritik als „haltlose Diffamierungen“ und Instrumentalisierung zurück. Sie nannten die Tat ein „entsetzliches“ oder „monströses Verbrechen“ eines Einzeltäters. Björn Höcke postete auf Twitter: „Was sind das nur für Menschen, die anderen Menschen so was antun?!“ Dies wurde vielfach scharf kritisiert, etwa als Heuchelei. Der Berliner AfD-Vorsitzende Georg Pazderski behauptete, die Politik der übrigen Parteien dulde und hofiere nichtdeutsche Antisemiten, und verwies dazu auf den jährlichen islamistischen al-Quds-Tag in Berlin und einen „Messermann“, der die Neue Synagoge (Berlin) angegriffen habe. Gemeint war ein psychisch kranker Syrer, der Anfang Oktober 2019 erfolglos versucht hatte, mit einem Messer in das Gebäude einzudringen, und in eine geschlossene Psychiatrie eingewiesen worden war. Der AfD-Abgeordnete Stephan Brandner bezeichnete das Mordopfer Jana Lange auf Twitter als „Deutsche, die gerne Volksmusik hörte“ bzw. als „Biodeutsche“ und fragte rhetorisch: „Warum lungern Politiker mit Kerzen in Moscheen und Synagogen rum?“ Zudem kommentierte er ein Bild des jüdischen Publizisten Michel Friedman, der sich zum Anschlag geäußert hatte, mit verächtlichen Hashtags („#PaoloPinkel“, „#Koksnase“, „#Zwangsfunk“). Daraufhin forderten der Deutsche Anwaltverein (DAV), der Deutsche Juristinnenbund (djb) und Vertreter aller übrigen Bundestagsfraktionen, Brandner müsse seinen Vorsitz im Rechtsausschuss des Deutschen Bundestages abgeben oder ausgeschlossen werden.
Am 11./12. Oktober 2019 behauptete der sächsische AfD-Landtagsabgeordnete und Fachanwalt für Strafprozessrecht Roland Ulbrich auf Facebook, es liege „noch nicht einmal der Versuch eines Tötungsdelikts an den Besuchern des Gottesdienstes in der Synagoge vor“. Er fragte, was „schlimmer“ sei, „eine beschädigte Synagogentür oder zwei getötete Deutsche“, und bezeichnete den Anschlagsversuch als „Sachbeschädigung“. Seine Stellungnahme sei eine „Auflockerungsübung“ für juristisches Argumentieren. Auf Nachfrage erklärte er, der Täter müsse nur für seine Tat bestraft werden, seine Gesinnung sei „völlig irrelevant“. Tausende Kommentare dazu verurteilten Ulbrichs Sicht als antisemitisch, weil er zwischen Juden und Deutschen unterschied, die Mordabsicht und Motive des Täters leugnete. Der ehemalige Bundestagsabgeordnete Volker Beck (Bündnis 90/Die Grünen) kritisierte: „Die angeblich pro-jüdische AfD kann ihre Verachtung für Jüdinnen und Juden und ihre antisemitische Kumpanei nicht im Zaum halten. […] Roland Ulbrich arbeitet mit an dem antisemitischen Klima, das das Leben und die Freiheit von Juden in Deutschland bedroht.“ Levi Salomon vom Jüdischen Forum für Demokratie und gegen Antisemitismus erinnerte daran, dass Ulbrich schon bei den ersten „Merkel-muss-weg“-Demonstrationen alle drei Strophen der Nationalhymne zu singen gefordert hatte.
Mehrere AfD-Ortsverbände bestritten B.s erklärte Motive und behaupteten fremde Drahtzieher, etwa mit der Frage: „B. anonym gekauft?“ Die AfD Salzgitter behauptete, ein „Polizeiauto, das sonst an sieben Tagen die Woche rund um die Uhr die Synagoge in Halle bewacht“, sei auf Befehl „von ganz oben“ „abgezogen“ worden. Dieser Ortsverband hatte im September 2017 gejubelt, die „AfD habe erfolgreich den Bundestag gestürmt“, nun beginne „die nächste Phase im Krieg gegen dieses widerwärtigste System, das je auf deutschem Boden existierte“. Der Rechtsterrorismusexperte Daniel Köhler verwies auf lange bekannte Zusammenhänge zwischen solcher öffentlichen Hetze und Gewalttaten. Rechtsextreme verbreiteten auf Twitter zudem Verschwörungstheorien, der Angriff sei nur ein raffiniertes Schauspiel oder eine „False Flag“-Operation, der Täter sei kein Deutscher gewesen.
Die rechtsextremen Parteien NPD und Der III. Weg distanzierten sich von dem Anschlag, weil sie laut Bundesamt für Verfassungsschutz (BfV) befürchteten, staatliche Stellen könnten ihr Vorgehen gegen sie andernfalls verschärfen. „Der III. Weg“ behauptete, Politik und Medien würden die „planlos und dilettantisch“ ausgeführte „Tat eines Einzeltäters“ zum Vorgehen gegen „nationale Bestrebungen“ instrumentalisieren.

### Medien
Mehrere Kommentatoren kritisierten die Erstreaktionen von Politikern. Ferdinand Otto (Die Zeit) fand Annegret Kramp-Karrenbauers Bezeichnung des Anschlags als „Alarmzeichen“ verharmlosend und fragte, warum der Bundespräsident den Anschlag für „unvorstellbar“ gehalten habe. Deutsche Juden würden jeden Tag an mögliche Anschläge erinnert, etwa durch bewaffnete Polizei und Sicherheitstüren an ihren Schulen und Synagogen. Hanning Voigts (Frankfurter Rundschau) kritisierte, dass der Attentäter „Einzeltäter“ genannt werde. Er sei Teil des „völkischen Diskurses“, den nicht nur Neonazis pflegten, sondern auch manche AfD-Politiker in die Talkshows trügen. Der häufige Satz „Wehret den Anfängen“ sei gegenwärtig Illusion und zeige, dass der Kampf gegen Rassismus und Antisemitismus „noch nicht einmal begonnen“ habe.
Laut Christian Bangel (Die Zeit) benutzte der Mörder von Halle die rechten Narrative vom „Genderwahn“ und dem „Großen Austausch“ sowie die AfD-Argumentationsstrukturen, die Anknüpfungspunkte für klassische antisemitische Denkmuster böten. Die auch in bürgerlichen Milieus kursierende Behauptung, Antisemitismus sei durch Zuwanderung importiert, versuche, Judenhass zu „ethnisieren und ihn damit weit weg von der weißen deutschen Bevölkerung zu halten“. Laut Klaus Hillenbrand (taz) zeigte der Anschlag, „dass der Judenhass keine Entgleisung ist, über die man auch einmal hinwegsehen kann, sondern dass ihm der Mord innewohnt“. Ebenso wichtig wie die Arbeit der Sicherheitsbehörden sei daher der Kampf gegen die Anfänge judenfeindlichen Denkens in der Schule oder im Betrieb.
Matthias Drobinski (Süddeutsche Zeitung) kommentierte, rechte Antisemiten ebenso wie Islamisten bezögen „ihre Ideologie und ihr mörderisches Know-how aus einem weltweiten Netz der Gesinnungsgenossen“. Zugleich wolle ein zunehmender Teil der Bevölkerung „dem deutschen Schuldkult und dem angeblich allgegenwärtigen jüdischen Einfluss auf der Welt“ ein Ende setzen. Das Fehlen einer Polizeiwache vor der Synagoge in Halle habe das staatliche Schutzversprechen an die jüdischen Gemeinden in Deutschland gebrochen. Jüdisches Leben, das „nur noch in der Nische stattfinden könnte, wäre eine Schande für das Land“.
Hajo Schumacher (Berliner Morgenpost) erinnerte an den „deutschen Herbst“ von 1977: Wie damals die RAF könnten sich heute Rechtsterroristen „dem teuflischen Wohlwollen jener Sitzenbleiber in den Parlamenten so sicher sein wie dem der Ideologen, die das Land so stressen wollen, bis vor lauter Angst der letzte Anstand schwindet. Wenn Offiziere Waffen horten, wenn Irre Todeslisten anlegen, wenn der ‚Vogelschiss‘ belächelt wird, wenn Hakenkreuz-Schläger durch Innenstädte ziehen, wenn Politik, Armee, Behörden unterwandert, Landstriche arisiert, Anleitungen zum Bombenbau verbreitet werden, dann ist wieder Herbst in Deutschland“.
Die israelische Tageszeitung Haaretz ordnete die Tätermotivation als „globale, rassistische White-Supremacy-Ideologie“ ein. Rechtsterroristen seien „einheimische weiße Männer voller Feindseligkeit und Frustration, angestachelt nicht nur von rechtsextremen Internetseiten und Literatur, sondern auch von angeblichen Mainstream-Politikern, allen voran Präsident Donald Trump.“ La Repubblica (Italien) sprach von der „schwersten Bedrohung unserer Demokratien“, die anders als der islamistische Terrorismus „die Frucht von etwas [sei], das im Tiefen der europäischen Gesellschaft lebt und das rasch die Antikörper abtötet, die sich nach dem Blutbad des Zweiten Weltkriegs entwickelt haben“.
Laut Richard C. Schneider (Die Zeit) macht sich bei Rechtsextremen und bei rassistischen Linken immer mehr „Schamlosigkeit“ breit. Der Antisemitismus sei „längst wieder in der Mitte der Gesellschaft“, wo er auch nie weg gewesen sei: „Bildungsbürger, Intellektuelle, Lehrer […] glauben und reden denselben Unsinn wie der Attentäter“. Auschwitz (der Holocaust) sei zur „Messlatte für Judenhass“ gemacht worden; alles, was angeblich „weniger schlimm“ sei, habe „jahrzehntelang sozusagen unten durchspazieren“ können.

### Wissenschaft
Der Politikwissenschaftler Matthias Quent hob hervor, dass der Täter Teil eines großen virtuellen Netzwerks war. Dass er die Tat direkt filmte, ins Internet übertrug und dabei Englisch sprach, zeige die Wichtigkeit dieser „Internationale der Menschenhasser“ für ihn. Das seit den 1990er Jahren von Rassisten aus den USA propagierte Konzept des „einsamen Wolfes“ sei für ihn wesentlich gewesen. Vor allem wegen der rechtsextremen Subkultur im Internet sei es schwierig, solche Taten zu verhindern.
Der Historiker und Antisemitismusforscher Uffa Jensen sah mangelnde Aufklärung in deutschen Schulen und Radikalisierung im Internet als zwei Ursachen solcher Anschläge. Im Schulunterricht werde Antisemitismus oft mit Nationalsozialismus gleichgesetzt, aber kaum mit Rassismus und Vorurteilen als eigenes Thema behandelt.
Der Politikwissenschaftler Gideon Botsch verwies darauf, dass Juden im Alltag  zunehmende Bedrohung erfahren. Er sei „verblüfft darüber, wie wenig unsere Warnungen ernstgenommen werden und in Sicherheitskonzepte einfließen“.
Der Wissenschaftler Maik Fielitz (Institut für Friedensforschung und Sicherheitspolitik an der Universität Hamburg – IFSH; Centre for Analysis of the Radical Right London – CARR) kritisierte deutsche Sicherheitsbehörden: Sie hätten wichtige Lektionen aus dem Anschlag von Christchurch wie die Gamification und popkulturelle Nachahmungsanreize für Rechtsterroristen nicht gelernt. Polizeigewerkschafter wie Oliver Malchow unterschieden noch immer Rechtsterrorismus von Rechtsextremismus und sähen reale und virtuelle Welt als getrennte Sphären an, schätzten die Gefahr daher falsch ein und verstünden die Interaktion von digitaler Kommunikation und Gewalthandeln nicht ansatzweise. Die deutsche Polizei sei unfähig gewesen, vier Tage lang vorhandene Täterspuren im Spieleforum Meguca vor deren Löschung zu speichern. Sie überwache rechtsextreme Aktivitäten im Netz kaum und bilde kaum zum Verstehen der Kommunikation digitaler Hassgemeinschaften aus. Das führe zu einem fehlerhaften Krisenmanagement vor und nach Angriffen wie dem in Halle. Auch die deutsche Politik unterschätze die Rolle globaler Hassgemeinschaften für lokalen Terror und benutze die Deutung eines „einsamen Wolfes“ mit psychischen Problemen und Waffenfetisch, um sich nicht mit den Ursachen, der Verbreitung rechtsterroristischen Gedankenguts und Gefahr weiterer Anschläge auseinanderzusetzen. Seehofers erklärte Absicht, nun die Computerspieleszene zu beobachten, begünstige die rechtsterroristische Strategie, den Staat zu Überreaktionen zu bringen, unbeteiligte Gruppen in Geiselhaft zu nehmen, als öffentliche Sündenböcke zu stigmatisieren und so den Rechten zuzutreiben. Besonders bedenklich sei die Forderung, digitale Messenger zu entschlüsseln, obwohl unbekannt sei, ob der Täter darüber kommunizierte.
Fielitz kritisierte zudem, dass deutsche Politiker den Anschlag sofort als „unvorstellbar“ bezeichnet hatten, obwohl rechtsextreme Gewalttaten laut der ISFH-Datenbank seit 2018 mehr als 80 Menschen getötet hatten. Demgegenüber lobte er Maßnahmen von Neuseelands Premierministerin Jacinda Ardern nach dem Anschlag von Christchurch: Sie hatte Technologieunternehmen zum eigenständigen Entfernen von terroristischen und gewalttätigen Inhalten aus dem Netz aufgefordert und einen Medienkodex durchgesetzt, der Täterideologie keine mediale Plattform zu bieten. Stattdessen hatten Bild.de und Spiegel TV nur Stunden nach Erscheinen des Tätervideos zur besten Sendezeit Ausschnitte daraus gezeigt, ebenso Teile des Tätermanifests samt Anleitungen zum Waffenbau. In Talkshows öffentlich-rechtlicher Sender konnte die AfD B. als irren Einzeltäter darstellen und die Gamerszene für die eigene Politik vereinnahmen; Betroffene oder Fachleute waren nicht eingeladen worden.

### Staatliche Maßnahmen
Bei einer gemeinsamen Pressekonferenz am 10. Oktober 2019 versprachen Bundesinnenminister Horst Seehofer, Sachsen-Anhalts Ministerpräsident Reiner Haseloff, Landesinnenminister Holger Stahlknecht und Polizeisprecher von Sachsen-Anhalt der jüdischen Gemeinde Halle Schutz vor einem weiteren derartigen Anschlag. Bis Mitte November 2019 erhöhte die Polizei fast aller Bundesländer Schutz und Präsenz für jüdische Einrichtungen. Hessen erhöhte auch die Haushaltsmittel dafür. Lokale Gespräche mit jüdischen Gemeinden, etwa zu baulich-technischen Sicherheitsfragen, wurden verstärkt. Zentralratspräsident Josef Schuster nannte diese Schritte „überfällig“.
Im September 2020 kündigte Horst Seehofer an, BKA und Bundesverfassungsschutz neu zu organisieren, die Zusammenarbeit der Sicherheitsbehörden von Bund und Ländern zu verbessern und das Waffenrecht zu verschärfen. Sein Ministerium erstellte einen Gesetzentwurf zur Bekämpfung von Hass im Internet und vereinbarte mit dem Zentralrat der Juden, jüdische Einrichtungen bundesweit baulich und sicherheitstechnisch besser auszustatten. Kritik fand, dass die meisten dieser Maßnahmen bis dahin noch nicht umgesetzt worden waren.
Am 2. Oktober 2020 beklagte Landesinnenminister Holger Stahlknecht, dass Polizisten mehr Zeit zum Schutz jüdischer Gebäude aufwenden müssten und daher unter Umständen anderswo fehlten oder zu spät kämen. Laut Josef Schuster gab Stahlknecht damit Juden Schuld daran, „wenn sich die Polizei um die Belange der übrigen Bevölkerung nicht mehr angemessen kümmern könne“. Indem er Juden als privilegiert darstelle und gegen andere Bevölkerungsgruppen ausspiele, fördere er Antisemitismus. Darum stellte Schuster Stahlknechts Eignung als Minister in Frage. Auch der Antisemitismusbeauftragte Felix Klein kritisierte Stahlknechts Aussagen. Dass jüdische Gemeinden erhöhte Sicherheit bräuchten, liege an ihrer Bedrohung, nicht an ihnen selber. Der Staat müsse ihr Grundrecht auf uneingeschränkte Religionsausübung gewährleisten und dafür 100 Prozent der Sicherheitskosten tragen. Klein begrüßte die Mittel von Bund und Ländern für bauliche Schutzmaßnahmen und die neu eingeführte Meldepflicht für Online-Hasspostings an das BKA. Die Polizei müsse bundesweit den jüdischen Kalender und besonders zu schützende Anlässe kennen. Eine mutige Zivilgesellschaft, die gegen Antisemitismus auftrete und jüdisches Leben viel stärker als Selbstverständlichkeit wahrnehme, sei der beste Schutz. Dafür sei mehr zu tun. Schon dass Juden infolge fortgesetzter antisemitischer Angriffe wieder über ihr Weiterleben in Deutschland diskutierten, sei „mehr als ein Alarmsignal“.
Die Evangelisch-lutherische Landeskirche Hannovers hatte nach dem Anschlag übergangsweise Wachdienste und Einbau schusssicherer Fenster für jüdische Gemeinden mitbezahlt. Ihre Sprecherin Petra Bahr betonte zum Jahrestag 2020, diese symbolischen Hilfen entließen die Politik nicht aus ihrer Verantwortung, und kritisierte: Erst kürzlich habe das Land Niedersachsen die ohnehin sehr geringen Mittel für jüdische Gemeinden angehoben. Diese seien nur ein Ausgleich für deren wertvolle kulturelle und soziale Arbeit, kein Geschenk. Sie seien im Vergleich zu den Budgets der Großkirchen viel niedriger. Staatsbehörden dürften den Schutz von Juden, ihren Einrichtungen und Gottesdiensten nicht mehr als Privatproblem jüdischer Gemeinden behandeln. Es sei falsch, sie ihre Sicherheitsmaßnahmen selbst bezahlen zu lassen. Deren Bedrohungslage gehe alle an. Der Staat müsse diese Sicherheit so gewährleisten, dass die jüdischen Gemeinden sich nicht wie in einem Ghetto fühlen müssten.

### Aufarbeitung und Gedenken

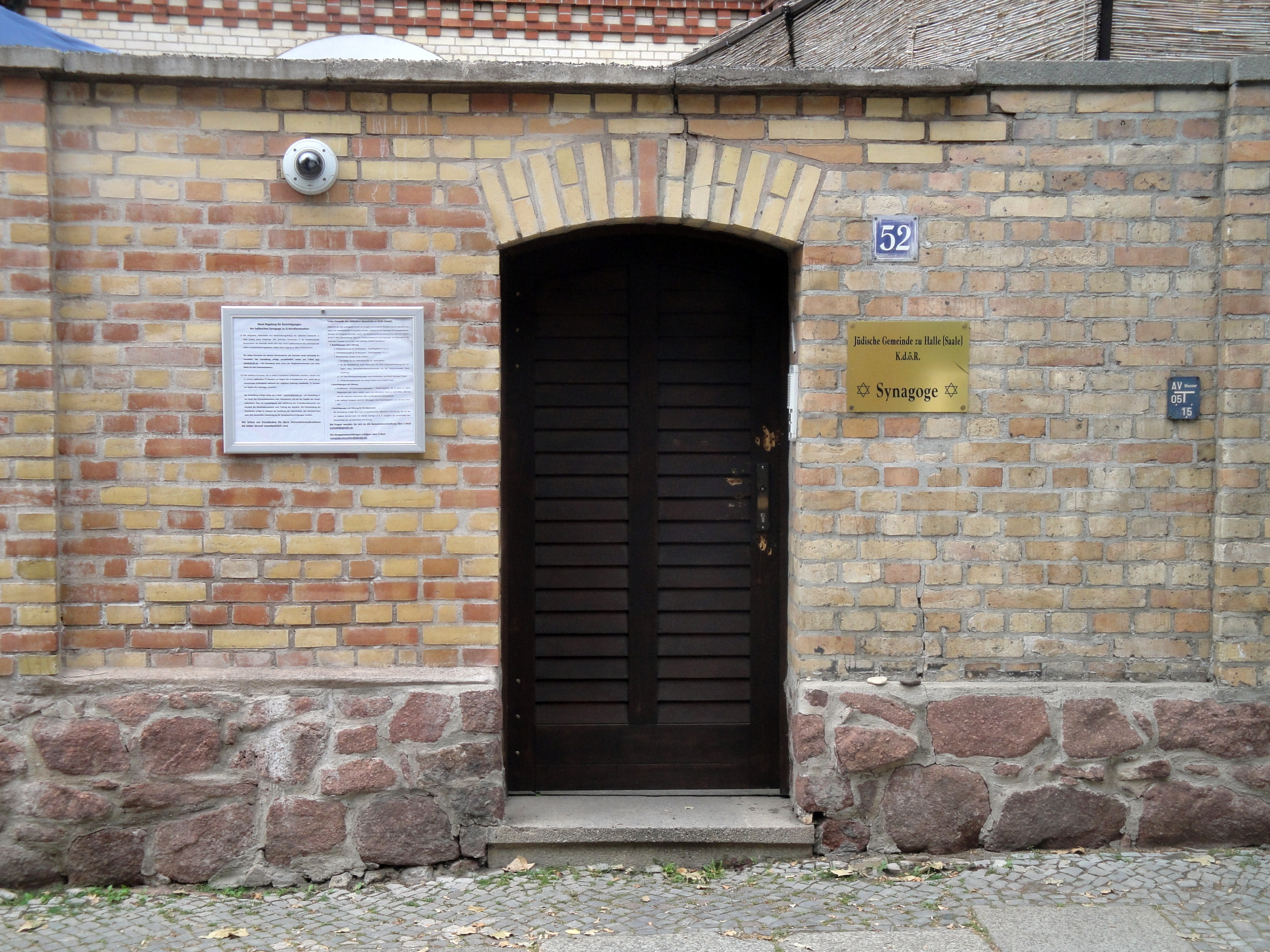
Eingangstür an der inneren Mauer zur Synagoge Halle mit Einschusslöchern (Juni 2020)

Die Eingangstür der Synagoge war 2010 nach historischem Vorbild gebaut worden. Sie war im Frühjahr 2019 aus Mitteln der Jewish Agency technisch nachgerüstet worden. Zuvor hatte das Land Sachsen-Anhalt die von der Gemeinde beantragte Finanzhilfe dafür abgelehnt. Das Land hatte den jüdischen Gemeinden des Landes 2006 vertraglich Schutz zugesagt, diesen aber von „besonderen Vereinbarungen“ mit den Betroffenen abhängig gemacht, die diese selber initiieren sollten. Mit Berufung auf diese Regelungslücke hatte das Landesinnenministerium der jüdischen Gemeinde Dessau noch im Mai 2019 nach zwei Einbrüchen keinen Zuschuss für Gitter und Schutzfolien an den Türen und Fenstern der dortigen Synagoge bewilligt. Der Autor und Jurist Ronen Steinke warf deutschen Staatsbehörden daher 2020 vor, sie ließen die Anschlagsgefahr gegen Juden wissentlich bestehen.
Die Videoanlage der Synagoge, über die die Besucher den Täter und sein Vorhaben sehen und daher fliehen konnten, war erst wenige Jahre zuvor eingebaut worden. Tage nach dem Anschlag beschloss die jüdische Gemeinde Halle, die Tür als Mahnmal zu erhalten und sie gegen eine noch solidere Sicherheitstür auszutauschen.
Der Dessauer Tischlermeister Thomas Thiele hatte 2010 die Synagogentür gebaut, die dem Terrorangriff standhielt. Er erhielt den Auftrag für die neue Synagogentür und stellte sie bis zum 27. Juli 2020 fertig. Sie gleicht der Vorgängertür optisch genau, besteht aber aus 160 Kilogramm schwerem massivem Eichenholz mit eingelassener Sicherheitstechnik. Es sei die stabilste Tür, die er je gebaut habe, betonte Thiele. Sie wurde am Folgetag eingesetzt.
Lidia Edel, eine für die Gemeinde aktive Schülerin aus Halle, leitete seit Februar 2020 ein Kunstprojekt zur Integration der alten Synagogentür in ein Mahnmal. Es soll die Gemeinschaft stärken, auch die Kinder der Gemeinde einbeziehen und bleibend an die Tat gemahnen.
Am 9. November 2019, dem Jahrestag der Novemberpogrome 1938, sagte der Gemeindevorsitzende Max Privorozki, Antisemitismus werde in Deutschland „mit großer Geschwindigkeit immer krasser“. Es sei nicht mehr peinlich, sich offen als Antisemit zu zeigen. Es sei traurig, dass Juden den Alltag hinter Gittern und Schutzmauern verbringen müssten. Ohne diese Maßnahmen sei ungewiss, ob die jüdische Gemeinschaft hier noch eine Zukunft habe. Seit einigen Jahren fühle er sich nicht mehr wohl in seiner Stadt und fange gedanklich langsam an, nach besseren Orten zu suchen. Nach diesem Interview wurde er auf Facebook und Twitter massenhaft antisemitisch beleidigt; nach einem Bericht darüber nahm die Häme gegen ihn noch zu. Zentralratspräsident Josef Schuster riet Juden in Deutschland, kühl zu bleiben und sich trotz schwieriger Situation nicht zu verstecken. „Die Politik hätte sich auf allen Ebenen früher und nachhaltig den rechtsextremen Tendenzen entgegenstellen müssen“.
Nach einer im Islam üblichen Trauerzeit von vierzig Tagen wurde der Dönerimbiss am 15. November 2019 wieder eröffnet. Am Vortag hatte der bisherige Betreiber Izzet Cagac den Imbiss den beiden Mitarbeitern geschenkt, die beim Anschlag dort Dienst hatten. Er wollte ihnen damit helfen, das Geschehen zu verarbeiten. Nach seinen Angaben besuchten 1700 bis 2000 Menschen den Imbiss zur Wiedereröffnung.
Halles Oberbürgermeister Bernd Wiegand kündigte zum Jahresende 2019 an, der Ausstellungsbereich zum jüdischen Leben im Stadtmuseum Halle werde um das Anschlagsgeschehen erweitert.
Am Jom Kippur 2020 (27./28. September) feierten Jüdinnen und Juden in Halle Gottesdienste unter Polizeischutz. Überlebende des Anschlags wie Christina Feist kritisierten den Gottesdienstbesuch von Ministerpräsident Reiner Haseloff als Störung.
Am 9. Oktober 2020, dem ersten Jahrestag des Anschlags, fanden in Halle mehrere Gedenkfeiern statt. Um 12:01 Uhr (als der erste Schuss auf die Synagogentür fiel) stand das öffentliche Leben still; alle Kirchenglocken läuteten. Zentralratspräsident Josef Schuster sprach am Vorabend von einer Zäsur und erinnerte an fortlaufende, trotz anwesender Polizei nicht verhinderte Angriffe auf Juden in Deutschland. Die Sicherheitsbehörden müssten antisemitische und rechte Hetze im Netz konsequent verfolgen. So könne gezeigt werden, dass der Täter mit dem Versuch, jüdisches Leben zu zerstören, in Halle und anderswo nicht Recht behalten habe.

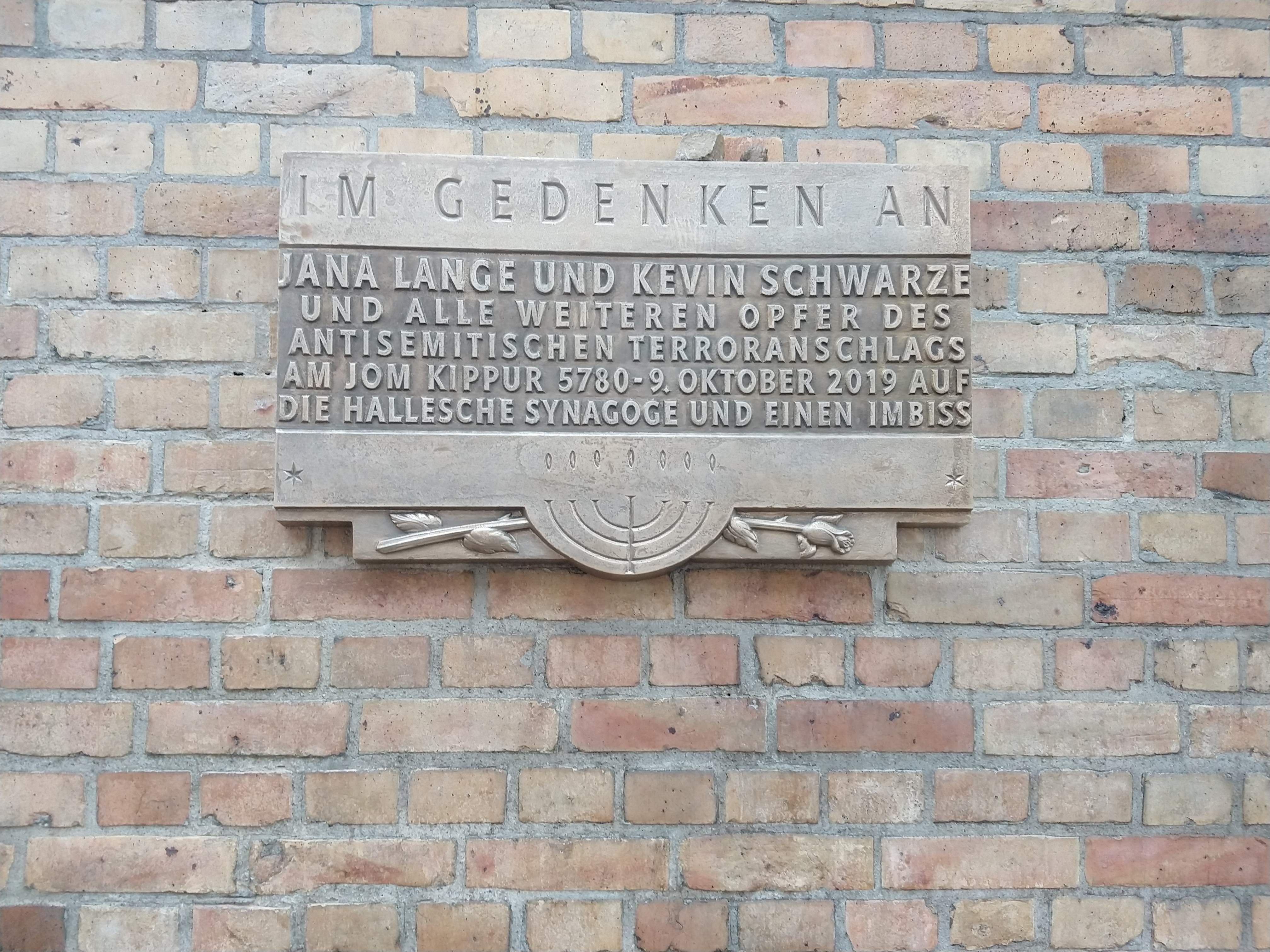
Gedenktafel in der Mauer des jüdischen Friedhofs (2020)

An den beiden Tatorten, in der Synagogenmauer und vor dem Kiez-Döner, wurden Gedenktafeln für die beiden Todesopfer enthüllt. Sie tragen den identischen Text: „Im Gedenken an Jana Lange und Kevin Schwarze und alle weiteren Opfer des antisemitischen Terroranschlags am Jom Kippur 5780 – 9. Oktober 2019 auf die Hallesche Synagoge und einen Imbiss.“ Auf dem Synagogengelände wurde das Kunstwerk enthüllt, in das die alte Synagogentür integriert worden war. Im Erdgas-Sportpark, der Spielstätte des HFC, wurde am Stammplatz von Kevin Schwarze eine Gedenktafel enthüllt mit der Inschrift: „Kevin S. * 04.06.1999 † 09.10.2019“.
Außenminister Heiko Maas erklärte am ersten Jahrestag, rechtsextremer Terror sei die „größte Gefahr für unser Land“: Aktuell gebe es alle 24 Minuten in Deutschland eine rechtsextrem motivierte Straftat. „Das sind keine Einzelfälle, sondern das ist die bittere rechtsradikale Realität in Deutschland“. Dem müsse jeder Einzelne entgegentreten, damit alle Menschen gleich welcher Herkunft, Religion und Orientierung hier sicher leben könnten.
Zum Jahrestag 2020 forderten 17 Nebenkläger, das Augenmerk weg vom Täter auf dessen Ideologie der White Supremacy zu richten. Darin seien Sexismus, Antisemitismus, Islamophobie, Rassismus, Homophobie und Xenophobie mit verschiedenen Verschwörungsmythen verschmolzen. Diese Ideologie habe schon viele Angriffe junger, hasserfüllter weißer Männer im In- und Ausland angeheizt, die angeblich allein handelten, tatsächlich aber ihre Absichten und Taten online mit Gleichgesinnten teilten und deren Anerkennung und Nachahmung suchten. B. habe die gleiche Aufmerksamkeit und Gewalt zu schüren angestrebt wie seine Vorgänger in Christchurch, Poway und Oslo, die ihn inspirierten. Auch ihre Opfergruppen (Muslime, People of Color, Liberale, Frauen, Juden, Immigranten) seien identisch. Ziel dieses Hasses sei, „all jene zu eliminieren, die nicht den Idealen des Täters einer weißen, männlich dominierten Gesellschaft entsprechen“. Ursache dieser Gewalt sei „ein globales Netzwerk des Hasses, das in der Anonymität von Nachrichtenforen gefeiert“ werde. Auch Sprache und Polizeiverhalten seien auf Alltagsrassismus zu untersuchen, etwa, Muslime pauschal als Türken sowie die NSU-Morde jahrelang als „Dönermorde“ zu bezeichnen und nur ausländische Mafiabanden dafür zu verdächtigen. Zudem gehen die Nebenkläger davon aus, dass Oury Jalloh ermordet worden sei. Diskriminierende, von weißen männlichen Privilegien dominierten Tendenzen der politischen und sozialen Institutionen würden, ihnen zufolge, nicht erkannt. Wenn nach dem Urteil gegen B. Onlineradikalisierung weiter möglich bleibe und die Täterideologie der „White Supremacy“ nicht als globale Bedrohung anerkannt, sondern weiter toleriert werde, werde volle Gerechtigkeit verfehlt.

### Hilfen für die Opfer
Die Opferangehörigen, Verletzten und Augenzeugen des Anschlags erhielten von mehreren Seiten therapeutische und finanzielle Hilfen. Das Bundesjustizministerium zahlte bis Januar 2020 insgesamt 355.000 Euro Soforthilfe an 59 Betroffene aus und stellte Härteleistungen in Aussicht. Die Mobile Beratung für Opfer rechter Gewalt beriet die Betroffenen mit Gesprächen, vermittelte psychologische, amtliche und finanzielle Hilfe. In zwei Monaten seit der Tat erhielten die Opferfonds des Vereins „Miteinander e. V.“ und des Verbandes der Beratungsstellen für Betroffene rechter, rassistischer und antisemitischer Gewalt e. V. insgesamt mehr als 8000 Euro Spenden, die für Erholungs- und Fahrtkosten der Opferangehörigen sowie einige Festkosten des Imbisses verwendet wurden. Dieser musste enorme Einnahmeausfälle bis zur Wiedereröffnung ausgleichen. Für Anwalts- und Prozesskosten wurden weitere Spenden gesammelt. Der Weiße Ring erhielt dafür 31.000 Euro, etwa aus Versteigerungsaktionen der Profisportvereine in Halle.
Der Kiez-Döner wurde zu in einer Art Gedenkstätte des FC Halle für die beiden Mordopfer. Zur Wiedereröffnung versprach Halles Oberbürgermeister den überlebenden Inhabern Ismet und Rıfat Tekin Hilfe bei geschäftlichen Problemen. Sie verloren etwa ein Viertel ihres Umsatzes. Doch die Stadtverwaltung gewährte keine Finanzhilfen, sondern bot nur Hilfe bei Behördengängen und Vermittlung von Spenden an. Die Mobile Opferberatung kritisierte das. Attentätern wie B. gehe es um das Vernichten von Existenzen; gerade selbständige Migranten seien hier besonders bedroht. Eine Solidaritätsgruppe aus Aktivisten und Anwohnern druckte Werbeflyer für den Imbiss. Die Jüdische Studierendenunion sammelte bis zum Jahrestag mehr als 29.000 Euro Spenden. Der Bund sah bisher keine Hilfen für wirtschaftliche Schäden nach Anschlägen vor. Das Bundesjustizministerium reformierte Anfang September 2020 die Opferhilfe, so dass Geschäfte als Terrortatorte nun finanzielle Hilfe beantragen konnten. Die Brüder Tekin wollten den Imbiss mit diesen Mitteln zum ersten türkischen Frühstückssalon von Halle umbauen und dauerhaft erhalten, um zu zeigen, dass sich Menschen in Halle nicht von Rassisten und Rechtsterroristen einschüchtern und spalten lassen. Eine große Gedenkwand sollte durch eine Gedenktafel ersetzt, Trikots des FC Halle versteigert und der Erlös den Eltern von Kevin Schwarze gegeben werden. Die Jüdische Gemeinde Halle kaufte Verzehrsgutscheine für den Kiez-Döner und verteilte sie vor allem an jüngere Gemeindemitglieder.
Die polnische Studentin Agata Maliszweska erlitt als Zeugin des Synagogenanschlags im Strafprozess gegen den Täter eine posttraumatische Belastungsstörung. Sie konnte daher im Sommer 2020 keiner Beschäftigung nachgehen. Obwohl sie dem zuständigen Studentenwerk der Universität Potsdam ein ärztliches Attest über ihre Traumatisierung vorlegte, strich dieses ihr gut 700 Euro monatliches Bafög, das sie für ihr Studium brauchte. Brandenburgs Forschungsministerin Manja Schüle (SPD) setzte sich in Gesprächen mit dem Bafögamt, Nicole Gohlke (Die Linke im Bundestag) mit einem offenen Brief für die Studentin ein. Ihr Rechtsanwalt forderte, den Umgang von Bafögämtern mit solchen Härtefällen zu prüfen und eventuell das Gesetz zu überarbeiten, damit Anschlagsbetroffene als förderungswürdige Härtefälle eingestuft werden. Nach Maliszweskas Bericht lehnte das Bafögamt auch ihre Widerspruchsgründe pauschal ab. Sie dankte der Beratungsstelle OFEK e. V. und der Mobilen Opferberatung für Hilfen danach. Im Dezember 2020 legte sie auch im Landtag von Sachsen-Anhalt Zeugnis ab.
Zum zweiten Jahrestag des Anschlags erklärten die Kiezdönerinhaber Ismet und Rifat Tekin, sie hätten genug von Politikerbesuchen, denen es meist nur um Fotografien gehe. Echte Unterstützung habe man kaum von Politikern, aber von der mobilen Opferberatung, Menschen aus dem Viertel und der jüdischen Gemeinde erhalten. Ab August 2021 wurde der Kiezdöner mit rund hundert ehrenamtlichen Helfern zum Frühstückscafé „Tekiez“ umgebaut, konzipiert als Begegnungsstätte. Plakate und eine Gedenktafel auf dem Gehsteig erinnern weiterhin an den Anschlag und dessen Opfer. Zur Eröffnung im November 2021 wurden nur die Helfer eingeladen. Zum 30. Mai 2022 schloss das Cafe Tekiez wieder, weil es laut den Inhabern während der COVID-19-Pandemie in Deutschland kaum Gäste hatte und das Einkommen weder für die Familien der Inhaber noch für Miete und Werbung ausreichte. Staatliche Unterstützung und Überbrückungskapital seien ausgeblieben, alle Spenden seien in den Umbau geflossen. Die Idee einer Erinnerungsstätte am Ort des Ladens verfolge man aber weiter. Am 10. Juli 2023 wurde das Tekiez als Raum der Erinnerung und Solidarität neu eröffnet.